# Sindelfingen

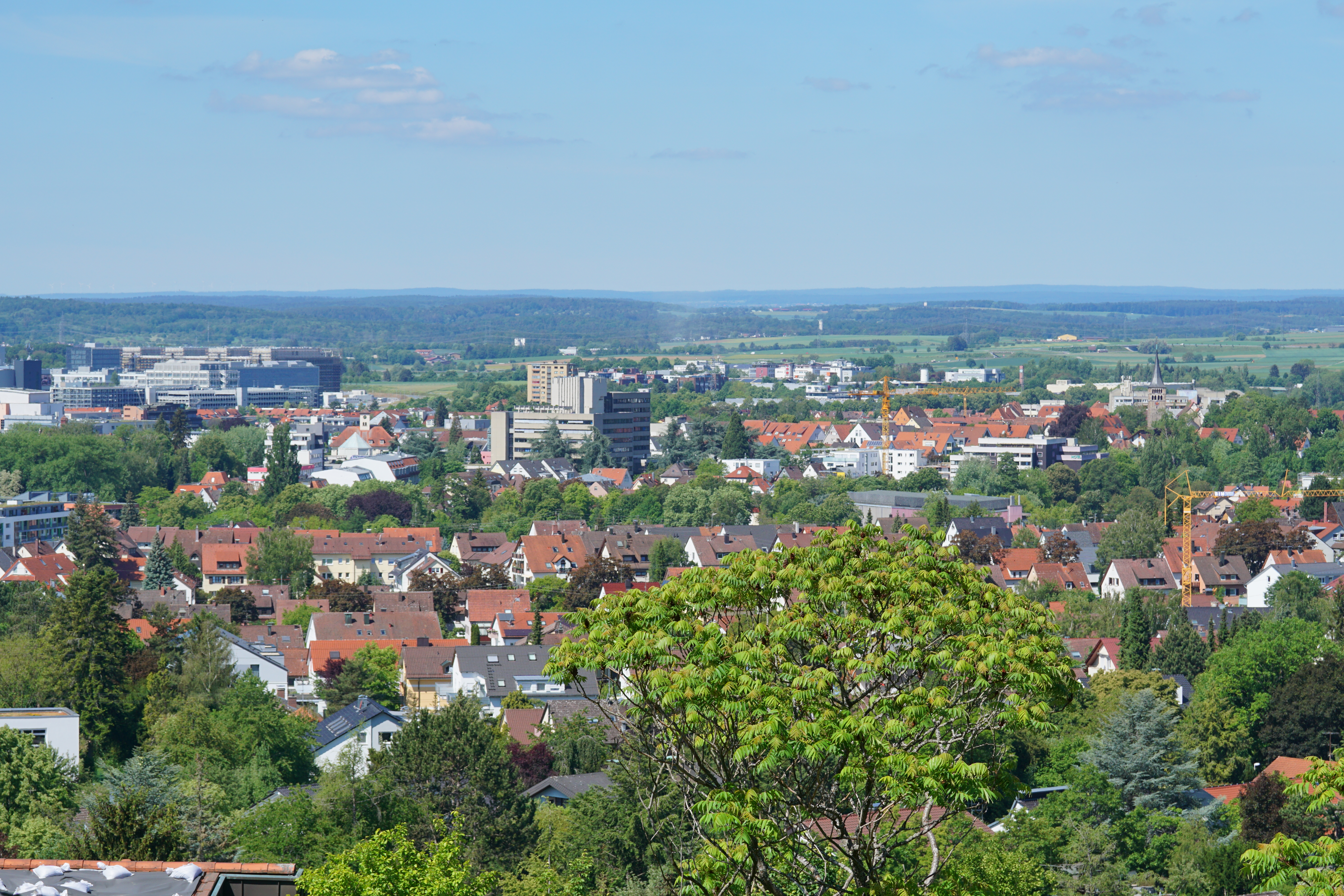
Blick über Sindelfingen

Sindelfingen ist eine Große Kreisstadt mit 61.422 Einwohnern (31. Dezember 2024) im Landkreis Böblingen in Baden-Württemberg. Die Stadt befindet sich etwa 15 Kilometer südwestlich der Landeshauptstadt Stuttgart. Sie ist die bevölkerungsreichste Stadt des Landkreises und bildet zusammen mit der südlichen Nachbarstadt Böblingen ein Mittelzentrum für die umliegenden Gemeinden.

## Geografie

### Lage
Sindelfingen liegt außerhalb des Nordostrandes des Oberen Gäus, zu Füßen einiger Höhen des Glemswaldes (Landschaftsschutzgebiet) zwischen der im Stadtgebiet entspringenden Schwippe und dem Sommerhofenbach. Der höchste Punkt der Gemarkung liegt auf 532, der tiefste auf 409 m ü. NHN. Das Stadtgebiet erstreckt sich von 425 bis 460 m ü. NHN. Der Schönbuch ist in 15 Minuten, der Nordschwarzwald ist von Sindelfingen aus in etwa einer halben Stunde, die Schwäbische Alb in 50 Minuten erreichbar.

### Klima

Niederschlagsdiagramm

Der Jahresniederschlag liegt bei 735 mm und ist damit vergleichsweise normal, da er in das mittlere Drittel der in Deutschland erfassten Werte fällt. An 48 % der Messstationen des Deutschen Wetterdienstes werden niedrigere Werte registriert. Der trockenste Monat ist der Januar, die meisten Niederschläge fallen im Juni. Im Juni fallen 2,3 mal mehr Niederschläge als im Januar. Die Niederschläge variieren sehr stark. An nur 15 % der Messstationen werden höhere jahreszeitliche Schwankungen registriert.

### Nachbargemeinden
Folgende Städte und Gemeinden grenzen an die Stadt Sindelfingen. Sie werden im Uhrzeigersinn beginnend im Osten genannt: Stuttgart (Stadtkreis), Leinfelden-Echterdingen (Landkreis Esslingen) sowie Böblingen, Ehningen, Aidlingen, Grafenau, Magstadt und Leonberg (alle Landkreis Böblingen).

### Stadtgliederung

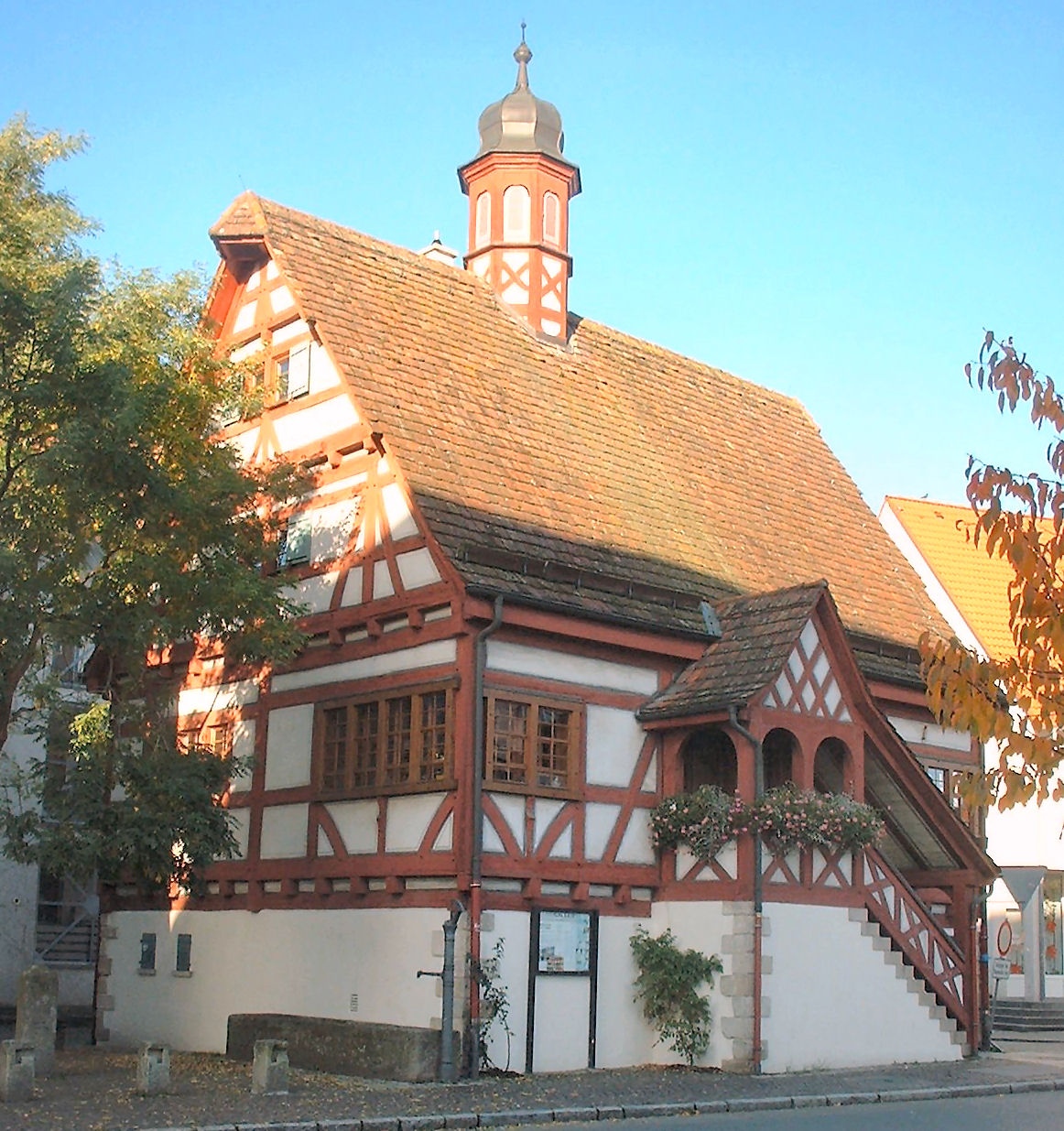
Altes Rathaus in Fachwerkbauweise im Stadtteil Maichingen

Sindelfingen besteht aus der Kernstadt und den im Rahmen der Gebietsreform 1971 eingegliederten Stadtteilen Maichingen und Darmsheim. Beide eingemeindeten ehemaligen Gemeinden sind Ortschaften im Sinne der baden-württembergischen Gemeindeordnung, das heißt, sie haben jeweils einen Ortschaftsrat, der von der Bevölkerung der Ortschaft bei jeder Kommunalwahl neu gewählt wird. Vorsitzender des Ortschaftsrats ist der Ortsvorsteher.
Seit einigen Jahren entsteht auf der Fläche des ehemaligen Böblinger Flugplatzes der neue Stadtteil Flugfeld, ein gemeinsames Projekt der Städte Sindelfingen und Böblingen. Zwei Drittel des Stadtteils werden auf Böblinger Gemarkung liegen, das restliche Drittel auf Sindelfinger Gemarkung.
Im Areal Forum 1 wurde beispielsweise 2011 die Landesagentur INUTEC-BW (Innovations- und Technologiezentrum Umwelttechnik und Ressourceneffizienz GmbH) eröffnet. Die gesamte Bauzeit ist bis 2031  projektiert.
In der Kernstadt werden zum Teil Wohngebiete mit eigenem Namen unterschieden, deren Bezeichnungen sich im Laufe der Geschichte aufgrund der Bebauung ergeben haben und die meist nicht genau abgrenzbar sind. Hierzu gehören beispielsweise Königsknoll, Viehweide, Eschenried, Pfarrwiesen, Rotbühl, Spitzholz, Eichholz, Hinterweil und Goldberg.

### Raumplanung
Sindelfingen bildet zusammen mit der Nachbarstadt Böblingen ein Mittelzentrum innerhalb der Region Stuttgart, deren Oberzentrum Stuttgart ist. Zum Mittelbereich Böblingen/Sindelfingen gehören neben den beiden Städten noch die Gemeinden im mittleren Teil des Landkreises Böblingen, und zwar Aidlingen, Altdorf, Ehningen, Gärtringen, Grafenau, Hildrizhausen, Holzgerlingen, Magstadt, Schönaich, Steinenbronn, Waldenbuch und Weil im Schönbuch. Eine Fusionierung der beiden Städte bei der Gemeindereform war geplant, kam aber nicht zustande.

### Schutzgebiete
Ein großer Teil der Sindelfinger Markung ist bewaldet. Die Stadt ist nach Norden und Osten von Wäldern umgeben, die zum Naturraum Glemswald gezählt werden. Im Nordosten der Stadt liegt das Naturschutzgebiet Hinteres Sommerhofental. Der östliche Teil des Stadtgebiets gehört zum Landschaftsschutzgebiet Glemswald. Weitere Landschaftsteile des Stadtgebiets wurden als Landschaftsschutzgebiet Sindelfingen ausgewiesen. Die Gemeinde hat überdies Anteile an den FFH-Gebieten Glemswald und Stuttgarter Bucht und Gäulandschaft an der Würm. Der Bannwald Mietholz liegt im Glemswald an der Grenze zu Stuttgart. Im äußersten Westen bei Darmsheim liegt der Schonwald Schelmenwasen.

## Geschichte

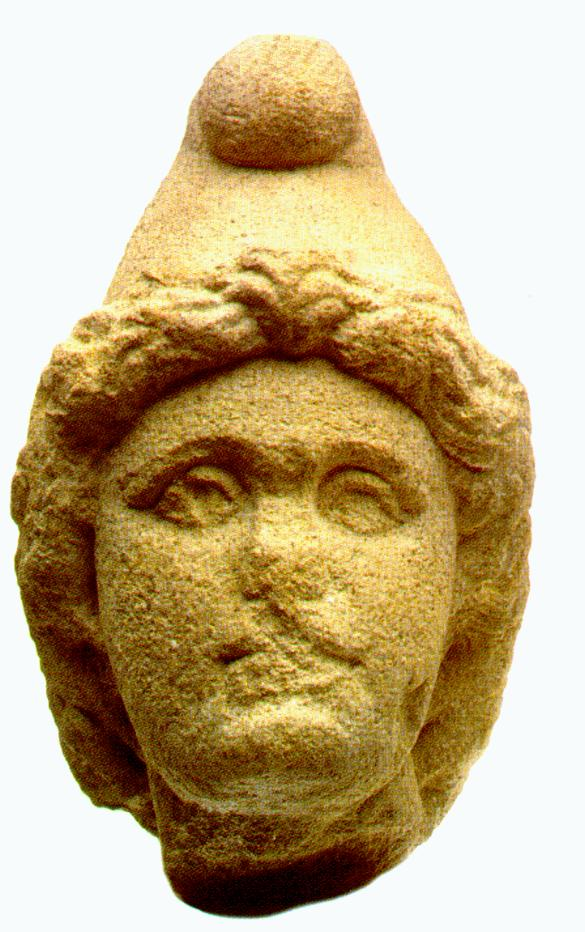
Kopf einer Mithrasstatue aus dem römischen Sindelfingen

### Vorgeschichte und Antike
Im 4. Jahrtausend v. Chr. existierte eine jungsteinzeitliche Siedlung im Gewann Hinterweil. Auch in der Urnenfelder-, Hallstatt- und Latènezeit gab es im Stadtgebiet vereinzelte Besiedlung, wie Scherbenfunde, Grabhügel und Urnengräber belegen. Im 1. bis 3. Jahrhundert existierte am Nordhang des Goldbergs ein römischer Vicus (Straßendorf), daneben standen über die Gemarkung verteilt kleinere Gutshöfe. Bald nach dem Fall des Limes 260 n. Chr. siedelten sich hier die Alamannen an, die auf der heutigen Sindelfinger Kerngemarkung die drei Dörfer Sindelfingen, Altingen und Bochtelfingen gründeten.

### Mittelalter
Seit etwa 700 stand im Bereich eines älteren Herrenhofes von Vorfahren der späteren Grafen von Calw ein Vorgängerbau der heutigen Martinskirche mit Friedhof. In der fränkischen Zeit vom 8. bis zum 11. Jahrhundert war Sindelfingen der Mittelpunkt einer fränkischen Grafschaft, die den späteren Grafen von Calw, einer der bedeutendsten Adelsfamilien im heutigen Baden-Württemberg, unterstand. Nach den im 13. Jahrhundert verfassten Sindelfinger Annalen gründete Graf Adalbert (II.) Atzinbart etwa 1050 in seinem Sindelfinger Stammsitz ein Benediktinerdoppelkloster für Mönche und Nonnen, das er bald darauf nach Hirsau in das von ihm wiederaufgebaute Aureliuskloster verlegte, aus dem das weltberühmte Reformkloster Hirsau hervorging. Stattdessen gründete er um 1065 in Sindelfingen ein Chorherrenstift, das 1155 als „praepositura in Sindelvinga“ erstmals urkundlich erwähnt wurde. Für dessen Bau brach er seinen Stammsitz mit der älteren Martinskirche ab und verlegte seinen Sitz nach Calw. Dort baute er eine neue Herrenburg und erschloss sich durch Rodungsarbeit ein geschlossenes Machtterritorium. Der Bau der neuen Martinskirche in Sindelfingen schritt nur langsam voran; 1100 wurde die Krypta geweiht, doch die eigentliche Kirche wurde erst 1132 von den Welfen fertiggestellt, die in Sindelfingen eine Münzstätte einrichteten.
Das Sindelfinger Chorherrenstift wurde in den nächsten Jahrhunderten durch weitere Stiftungen reich und bedeutend, geriet aber 1351 unter die Landesherrschaft der Grafen und späteren Herzöge von Württemberg. 1476 wurde von diesen in Tübingen ein neues Stift gegründet, dessen Besitz den finanziellen Grundstock für die berühmte Eberhard Karls Universität bildete. Dieses neue Stift erhielt den größten Teil des alten Sindelfinger Stiftsbesitzes. Die Sindelfinger Chorherren wurden die ersten Professoren und der Propst Johannes Tegen deren erster Kanzler. Aus den Besitzresten wurde in Sindelfingen das nachfolgende Augustiner-Chorherrenstift gegründet, das 1535 im Rahmen der Reformation durch die Herzöge von Württemberg endgültig aufgelöst wurde.

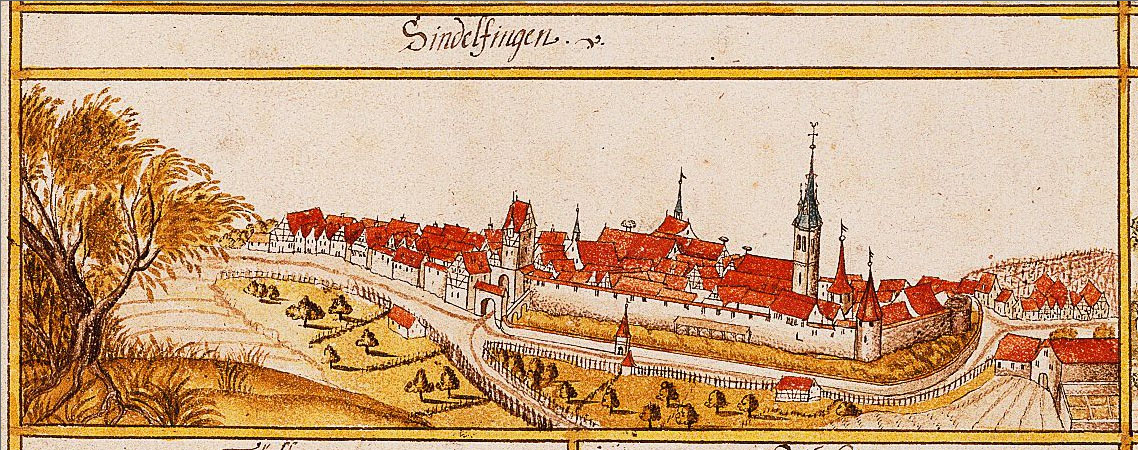
Sindelfingen 1681, Forstlagerbuch von Andreas Kieser

Um 1130 kam das Dorf Sindelfingen durch Uta von Schauenburg, die Erbtochter Graf Gottfrieds von Calw und Gemahlin Herzog Welfs, mit seinem Nachbardorf Böblingen in den Besitz der Welfen. Im darauffolgenden Erbstreit wurde das Dorf Sindelfingen 1133 von Utas Vetter Adalbert IV. von Calw niedergebrannt. In der zweiten Hälfte des 12. Jahrhunderts bestand in Sindelfingen eine welfische Münzstätte; ein Topf mit zahlreichen Silberbrakteaten aus dieser Werkstatt wurde 1973 im Boden der Martinskirche vergraben entdeckt. Der Besitzübergang an die Pfalzgrafen von Tübingen ist nicht völlig geklärt; er dürfte über den Kauf der Besitzungen von Welf V. durch Kaiser Friedrich Barbarossa und eine nachfolgende Belehnung an die Tübinger Pfalzgrafen erfolgt sein. Im Rahmen von Erbteilungen kamen die Dörfer der Sindelfinger Gemarkung in den Besitz des Grafen Rudolf der Scherer von Tübingen-Herrenberg, das Dorf Böblingen an seinen Vetter, der dort ca. 1250 eine Stadt gründete.
Als Reaktion erfolgte 1263 die Gründung der Stadt Sindelfingen zwischen Stiftsbezirk und Dorf Sindelfingen durch den Grafen Rudolf der Scherer; die Dörfer Sindelfingen, Altingen und Bochtelfingen gingen später in der neuen Stadt auf. 1274 erging ein Schreiben von König Rudolph, dass Sindelfingen die gleiche Freiheit wie Tübingen genießen solle. Schon bevor die Stadtmauer fertiggestellt worden war, griffen die Böblinger die Stadt Sindelfingen an. Seit damals bestand eine ausgeprägte Rivalität zwischen den beiden Nachbarstädten.

### Württembergische Zeit
1351 wurde die Stadt an Württemberg verkauft. Die neuen Herren führten 1535 die Reformation ein. Sindelfingen blieb aber lange Zeit ein unbedeutendes Landstädtchen, das sich nie damit abfinden konnte, im Rahmen des Herzogtums Württemberg zum Amt Böblingen zu gehören und der Nachbarstadt untergeordnet zu sein. 1607 erreichten die Bürger Sindelfingens durch eine außerordentliche Steuerzahlung an den Herzog endlich, aus diesem Oberamt herausgelöst zu werden und eine von Böblingen unabhängige Amtsstadt ohne eigene Amtsorte zu werden. Dieses Privileg wurde ihnen dann im 18. Jahrhundert wieder genommen.
Von 1562 bis 1684 gerieten in den Hexenverfolgungen in Sindelfingen 34 Frauen in Hexereiverdacht. 19 der angeklagten Frauen wurden in Hexenprozessen hingerichtet, darunter Barbara Breuninger, die 1609 im Alter von 85 Jahren verurteilt wurde, sowie Judith Stick 1615. Geführt wurden die Hexenprozesse im Rathaus vor dem Gericht der Stadt.
Bei der Umsetzung der neuen Verwaltungsgliederung im Königreich Württemberg blieb Sindelfingen dem Oberamt Böblingen zugeordnet.
Im 19. Jahrhundert wurden mechanische Webereien eingeführt, und Sindelfingen wurde eine bedeutende Weberstadt. Aus dieser Zeit stammt die in Sindelfingen beheimatete Weberfachschule. 1850 hatte Sindelfingen 4304 evangelische und 6 katholische Einwohner, die in 461 Haupt- und 203 Nebengebäuden lebten und arbeiteten.
Im Rahmen des Eisenbahnbaus von Stuttgart nach Böblingen zahlten die Sindelfinger Bürger wieder selbst dafür, dass die Bahnstrecke über Sindelfingen mit einem eigenen Bahnhof verlaufen sollte. Nachdem die Zahlungen in Stuttgart eingegangen waren, wurde der Streckenverlauf wieder Richtung Böblingen verlegt, ohne Sindelfingen zu berühren.

### 20. Jahrhundert

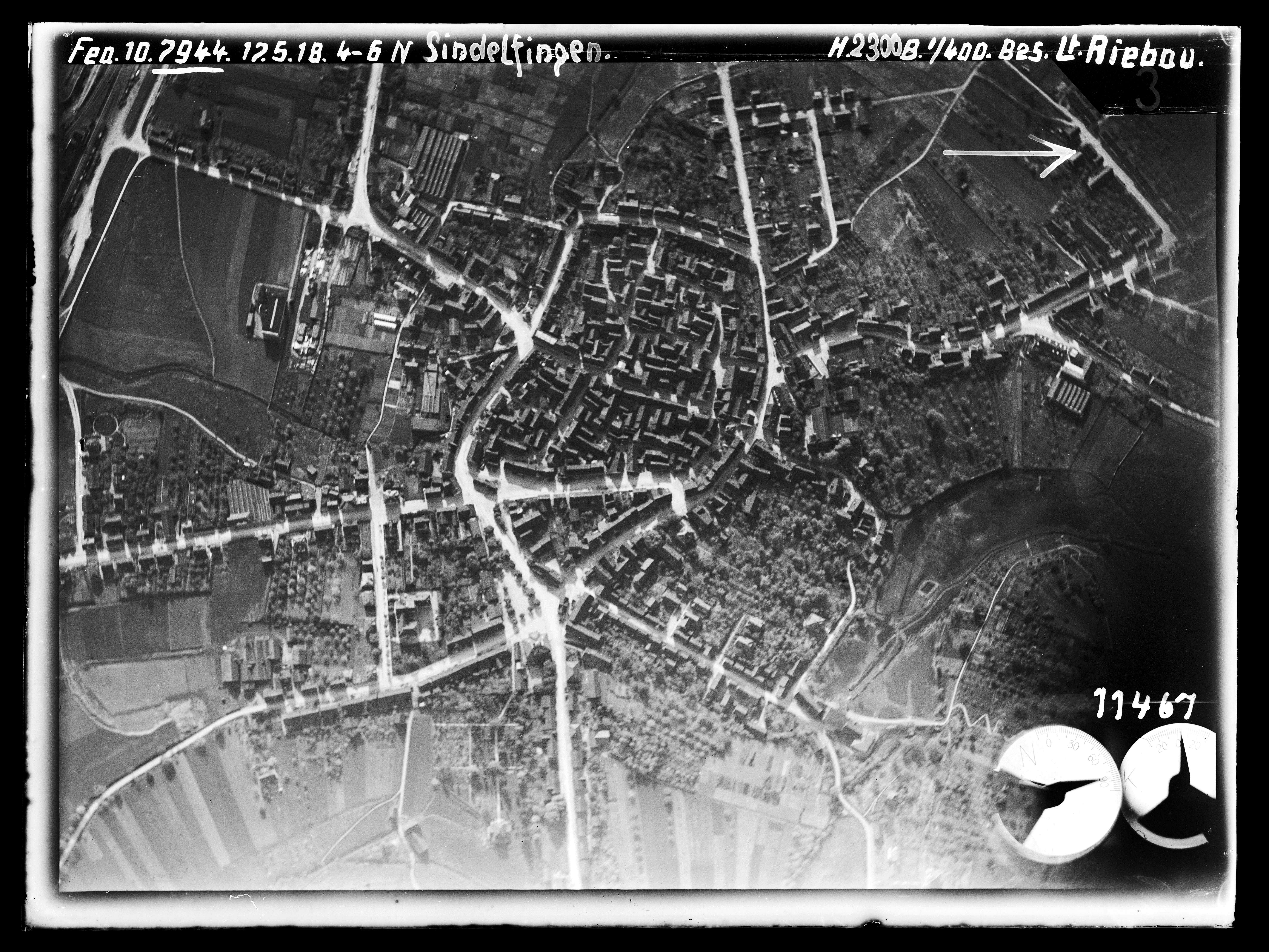
Luftbild von Sindelfingen, Mai 1918

Im 20. Jahrhundert erfolgte eine bedeutende Industrialisierung. Es wurden Maschinenfabriken sowie Industrien für Autos, Büromaschinen, Schuhe, Uhren und weiteres errichtet. 1914 wurde das Daimler-Werk in Sindelfingen angesiedelt. Auch die DEHOMAG, eine Büromaschinenfabrik, die den Vorgänger des Computers produzierte und 1929 durch IBM aufgekauft wurde, hatte in Sindelfingen ihren Sitz.
Wilhelm Friedle, bis 1935 Betriebsdirektor der Daimler-Benz AG im Werk Sindelfingen, brachte das Fließband nach Deutschland. Sindelfingen wuchs zu einer bedeutenden Industriestadt heran.
Bei der Kreisreform während der Zeit des Nationalsozialismus in Württemberg gelangte Sindelfingen 1938 zum Landkreis Böblingen.
Im Zweiten Weltkrieg wurde Daimler-Benz zu einem der größten Produzenten von Rüstungsgütern. Dies wurde auch gewährleistet durch den Einsatz von Zwangsarbeitern, die nach Deutschland verschleppt wurden, davon allein in Sindelfingen in Daimler-eigenen Werkslagern etwa 3000 Frauen, Kinder und Männer vorwiegend aus der Sowjetunion und Polen. Mindestens 46 von ihnen starben durch die Zwangsarbeit, wovon Gedenksteine auf dem Alten Friedhof in der Bleichmühlestraße zeugen. Schwangere Zwangsarbeiterinnen kamen in eine „Entbindungsstation“ im Lager Böblinger Allee, das mit seinen Bedingungen für ein rasches Sterben der Neugeborenen sorgte.
Später wurden die Frauen zu Abtreibungen gezwungen, weil ihre Kinder als „rassisch minderwertig“ galten.
1945 geriet Sindelfingen in die Amerikanische Besatzungszone und gehörte somit zum neugegründeten Land Württemberg-Baden, das 1952 im jetzigen Bundesland Baden-Württemberg aufging. Aufgrund des industriellen Rüstungspotentials war die Stadt im Zweiten Weltkrieg verhältnismäßig stark zerstört worden, wurde danach jedoch wiederaufgebaut. Der hohe Einwohnerzuwachs in Sindelfingen führte zum Bau zahlreicher Wohnsiedlungen. Die Stadt, deren Einwohnerzahl nach Kriegsende bei ca. 8500 lag, überschritt 1957 die Grenze von 20.000. Daraufhin stellte die Stadtverwaltung den Antrag auf Erhebung zur Großen Kreisstadt, dem die Landesregierung von Baden-Württemberg mit Wirkung vom 1. Februar 1962 zustimmte.

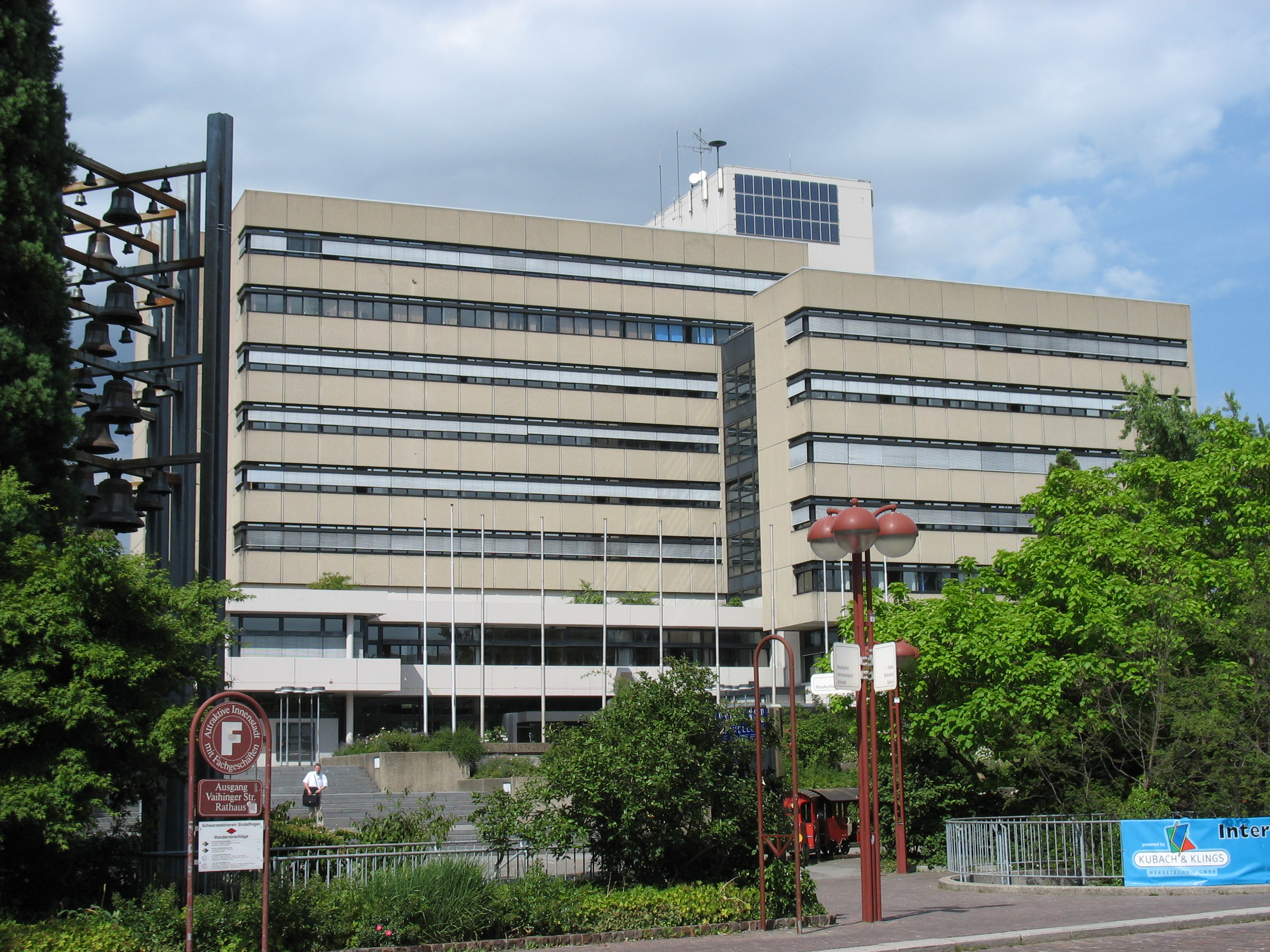
Das Neue Rathaus am Rathausplatz 1

Bei der Gebietsreform 1971 erreichte das Stadtgebiet schließlich seine heutige Ausdehnung. Die vom Land Baden-Württemberg darüber hinaus 1974 beschlossene Fusion Sindelfingens mit der Nachbarstadt Böblingen zur Großstadt Böblingen-Sindelfingen stieß jedoch auf den Widerstand der Bürger beider Städte. Auf eine von den beiden Städten gemeinsam eingelegte Klage urteilte der Verfassungsgerichtshof für das Land Baden-Württemberg am 25. April 1975, der Zusammenschluss sei aufgrund des nicht ausreichend gewürdigten Anhörungsrechts der betroffenen Städte aus formalen Gründen nichtig. Beide Städte haben inzwischen den Plan einer langfristigen Vereinigung und der Widerstand der eingesessenen Bevölkerung hat sich seither deutlich abgeschwächt. Diverse Infrastrukturprojekte konnten durch die Zusammenarbeit zwischen beiden Städten erreicht werden und viele neuere Einrichtungen werden durch Gesellschaften betrieben, an denen beide Städte Anteile haben.
Am 30. September 1979 fand in Sindelfingen ein Treffen von etwa 700 Anhängern der ökologischen Bewegung statt, das in der Gründung der Grünen in Baden-Württemberg als erstem Landesverband resultierte.
1990 war Sindelfingen Gastgeber der zehnten Landesgartenschau Baden-Württemberg.

### Eingemeindungen
- 1. September 1971: Darmsheim[12]
- 1. Dezember 1971: Maichingen[12]

### Einwohnerentwicklung

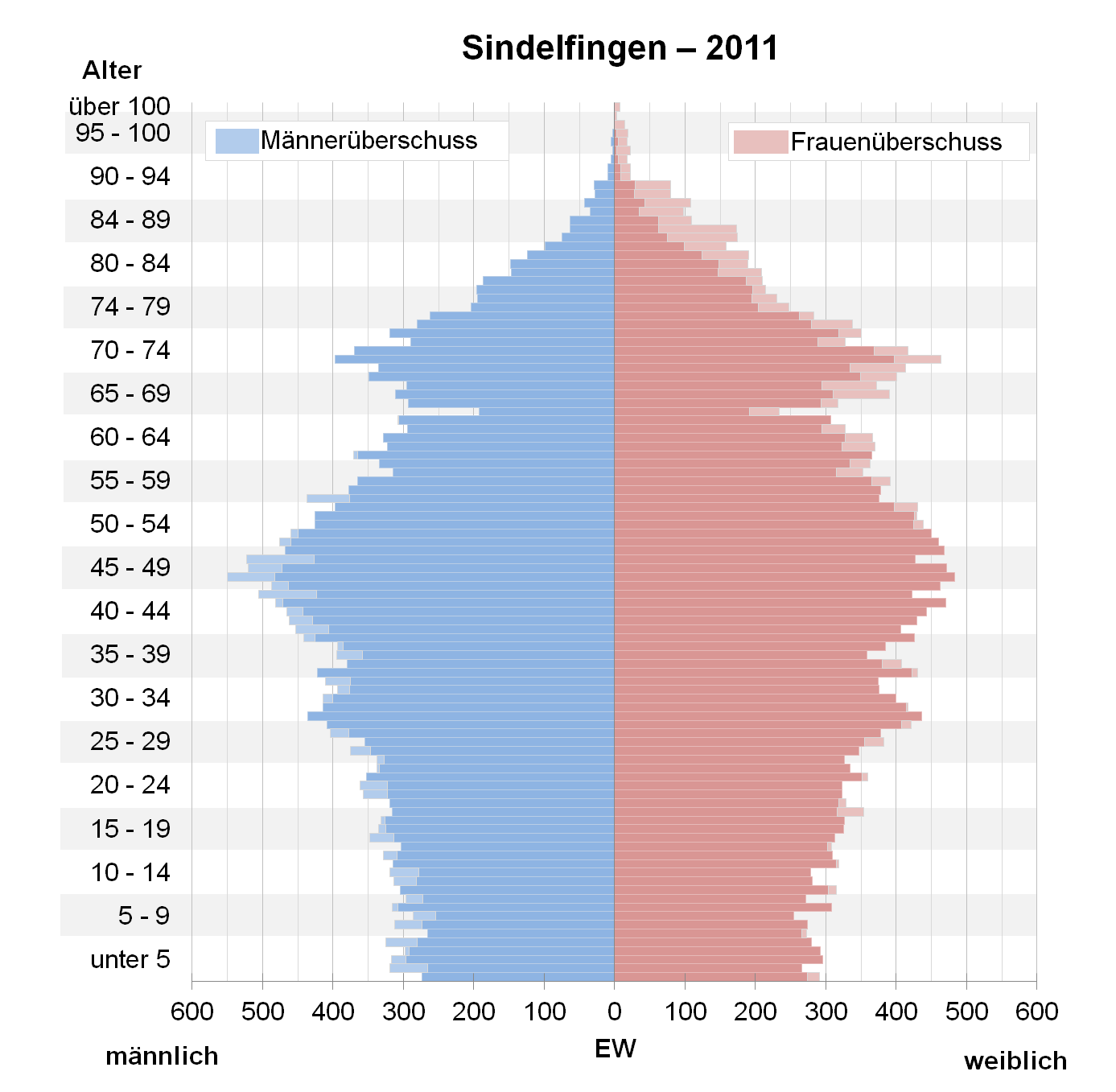
Bevölkerungspyramide für Sindelfingen (Datenquelle: Zensus 2011)

Die Einwohnerzahlen sind Schätzungen, Volkszählungsergebnisse (*) oder amtliche Fortschreibungen der jeweiligen Statistischen Ämter (nur Hauptwohnsitze). Alle Zahlen seit 1871 stammen vom Statistischen Landesamt Baden-Württemberg.
| Jahr                 | Einwohner   |
| -------------------- | ----------- |
| 1500                 | ca. 1.00000 |
| 1600                 | ca. 1.40000 |
| 1702                 | 01.402      |
| 1803                 | 02.981      |
| 1850                 | 04.310      |
| 1861                 | 03.804      |
| 1. Dezember 1871 *   | 03.704      |
| 1. Dezember 1880 *   | 03.934      |
| 1. Dezember 1890 *   | 04.239      |
| 1. Dezember 1900 *   | 04.291      |
| 1. Dezember 1910 *   | 04.589      |
| 16. Juni 1925 *      | 05.394      |
| 16. Juni 1933 *      | 06.986      |
| 17. Mai 1939 *       | 08.465      |
| 1946                 | 10.027      |
| 13. September 1950 * | 11.448      |

| Jahr              | Einwohner |
| ----------------- | --------- |
| 6. Juni 1961 *    | 26.127    |
| 27. Mai 1970 *    | 40.785    |
| 31. Dezember 1975 | 54.134    |
| 31. Dezember 1980 | 54.808    |
| 27. Mai 1987 *    | 57.005    |
| 31. Dezember 1990 | 58.805    |
| 31. Dezember 1995 | 59.435    |
| 31. Dezember 2000 | 60.843    |
| 31. Dezember 2005 | 60.843    |
| 31. Dezember 2010 | 60.445    |
| 9. Mai 2011 *     | 60.534    |
| 31. Dezember 2015 | 63.971    |
| 31. Dezember 2020 | 64.595    |

Sindelfingen gilt als eine der ersten deutschen Städte, in denen Personen mit Migrationshintergrund die Bevölkerungsmehrheit stellen.

## Religionen

### Konfessionsstatistik
In Sindelfingen gehörten im Dezember 2023 19,4 % der Gesamtbevölkerung der römisch-katholischen Kirche und 18,9 % der Evangelischen Kirche an, und die große Mehrheit mit 61,7 % der Bevölkerung waren in der Statistik unter Sonstige / keine Religion zusammengefasst.

### Protestanten

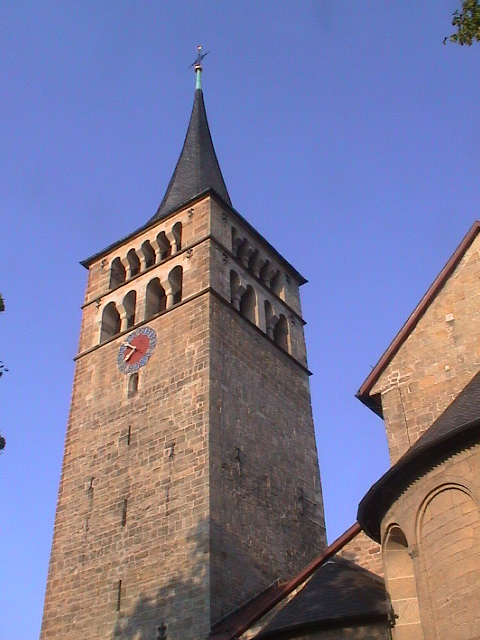
Martinskirche

Die Bevölkerung von Sindelfingen gehörte ursprünglich zum Bistum Konstanz. Da die Stadt seit dem 14. Jahrhundert zu Württemberg gehörte, wurde auch hier ab 1535 durch Herzog Ulrich die Reformation eingeführt. Sie gehört seit jener Zeit zum Dekanat Böblingen. Die Hauptkirche der Stadt ist die Martinskirche, eine der ältesten Kirchen des Landes (Weihe 1083). Die zugehörige Kirchengemeinde Sindelfingen war zunächst die einzige der Stadt.
Nach dem Zweiten Weltkrieg wuchs die Bevölkerung infolge Zuzugs stark an; daher wurde die Kirchengemeinde geteilt. Es entstanden die Christusgemeinde (Kirche von 1958), die Johannesgemeinde (Kirche von 1962) und die Versöhnungsgemeinde (Versöhnungskirche von 1967 auf dem Goldberg). Innerhalb der Martinsgemeinde gibt es noch das 1976 erbaute Markuszentrum; die Nikodemuskirche im Hinterweil gehört organisatorisch zur Christusgemeinde und befindet sich zusammen mit der katholischen St. Franziskus im ökumenischen Gemeindezentrum. Alle vier Kirchengemeinden bilden die Evangelische Gesamtkirchengemeinde Sindelfingen.
Auch in den beiden Stadtteilen Darmsheim und Maichingen wurde infolge der frühen Zugehörigkeit zu Württemberg die Reformation eingeführt. Auch dort gibt es jeweils eine evangelische Kirchengemeinde, die in alten Kirchen ihre Gottesdienste feiert, in Darmsheim in einer ehemaligen Wehrkirche mit spätgotischem Westturm und Fresken im Innern bzw. in Maichingen in einer umgebauten Chorturmkirche mit Erweiterungen aus dem Jahr 1609. Auch die beiden Stadtteilgemeinden gehören wie alle Sindelfinger Kirchengemeinden zum Dekanat bzw. Kirchenbezirk Böblingen innerhalb der Evangelischen Landeskirche in Württemberg.

### Katholiken

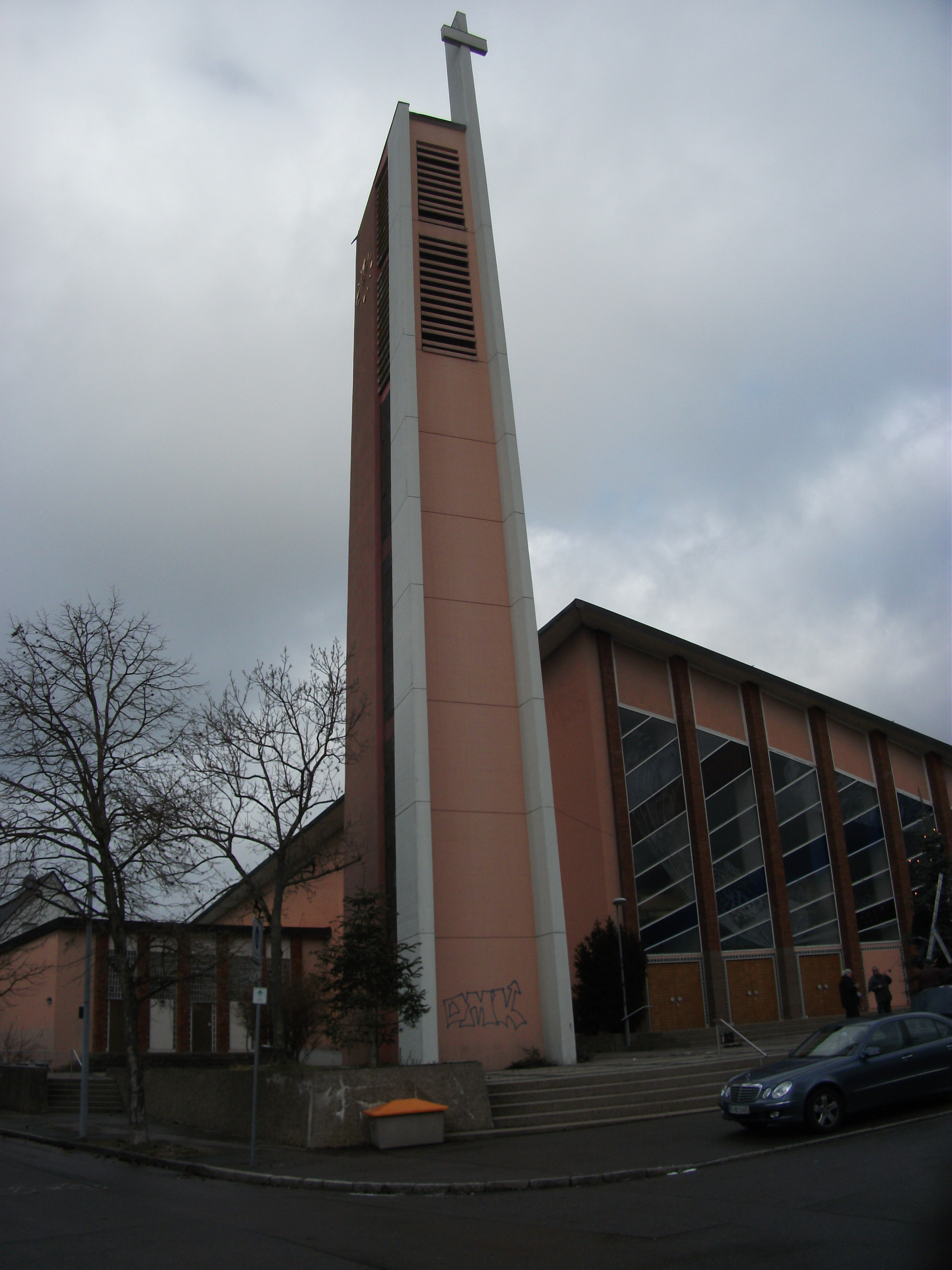
Kirche „St. Joseph der Arbeiter“, erbaut 1958–1960

Katholiken in größerer Zahl gibt es in Sindelfingen nach der Reformation erst wieder seit Ende des 19. Jahrhunderts. Für sie wurde 1952 eine eigene Kirche „Zur Heiligsten Dreifaltigkeit“ gebaut und eine Pfarrei eingerichtet. Weitere Kirchen wurden 1960 (St. Joseph, Pfarrei seit 1965), 1969 (Auferstehung Christi, Pfarrei seit 1974), 1970 (St. Paulus, Pfarrei seit 1974) und 1972 (St. Maria Königin des Friedens, Pfarrei seit 1974) erbaut. Durch die in der Industriestadt Sindelfingen besonders starke Zuwanderung der „Gastarbeiter“ gab es neue Aufgaben für die Seelsorge, denn die meisten von ihnen kamen aus den katholischen Ländern Italien, Spanien und Portugal sowie die große Gruppe der Kroaten aus dem damaligen Jugoslawien.
In Darmsheim gibt es seit 1974 die Kirche St. Stephan. Sie gehört zur Nachbargemeinde Christkönig Dagersheim, mit der sie eine Kirchengemeinde bildet. In Maichingen wurde 1955 die Kirche St. Anna erbaut. Die Pfarrei Maichingen wurde 1961 errichtet.
Im neu gebauten Stadtteil Hinterweil gab es seit 1980 zuerst ein provisorisches Kirchengebäude, das von Katholiken und Protestanten gemeinsam genutzt wurde. An gleicher Stelle wurde 1993 ein ökumenisch ausgerichtetes Gemeindezentrum eingeweiht, dort gibt es zwei Gottesdiensträume für katholischen und evangelischen Gottesdienst. Die integrierte Kirche St. Franziskus gehörte von Anfang an zur Josephsgemeinde.
Die katholischen Gemeinden im Sindelfinger Stadtgebiet bilden die Seelsorgeeinheiten 7, 9 und 10, zu denen teilweise noch benachbarte Kirchengemeinden gehören. Sie alle gehören zum Dekanat Böblingen (zuvor Dekanat Weil der Stadt) der Diözese Rottenburg-Stuttgart.

### Freikirchen
Neben den beiden großen Kirchen gibt es in Sindelfingen auch Freikirchen und Gemeinden, darunter die Evangelisch-methodistische Kirche (Erlöserkirche), die Evangelisch-Freikirchliche Gemeinde (Baptisten) und eine christliche, türkischsprachige Gemeinde (Türkçe Konuşan Kilise Topluluğu). Auch die Neuapostolische Kirche, die Siebenten-Tags-Adventisten und die Zeugen Jehovas sind in Sindelfingen vertreten.

### Orthodoxe

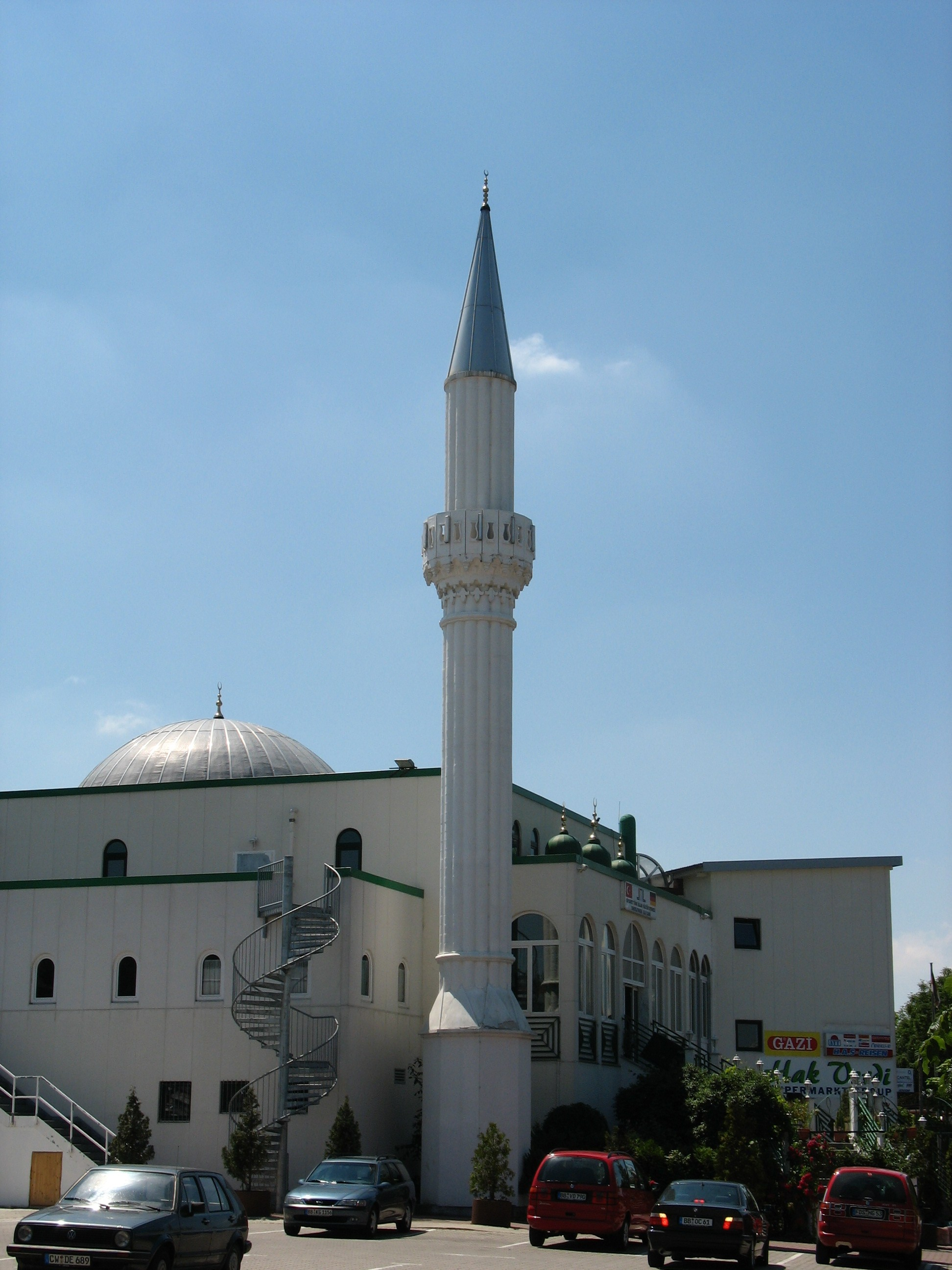
Ulu-Moschee in Sindelfingen

Seit den 1960er Jahren wanderten Griechen zu, die fast ausnahmslos orthodoxe Christen sind. Sie gründeten eine „griechische Gemeinde“ als Verein, der 2013 sein fünfzigjähriges Bestehen feiern konnte. Seit Anfang der 1980er Jahre gibt es eine griechisch-orthodoxe Kirche in Sindelfingen.
Seit 2019 wurde die rumänisch-orthodoxe Kirchengemeinde gegründet. Sie dient den ca. 4500 Rumänen im ganzen Landkreis Böblingen. Die Kirchengemeinde ist der rumänisch-orthodoxen Metropolie für Zentral- und Nordeuropa (KdöR) untergeordnet.

### Muslime
Ungefähr 10 % der Sindelfinger sind Muslime. Es gibt mehrere Moscheen und einige als Vereine organisierte Gemeinschaften. Die größte Moschee in Sindelfingen ist die Ulu-Moschee.

## Politik

### Gemeinderat
Der Gemeinderat besteht aus den gewählten ehrenamtlichen Gemeinderäten und dem Oberbürgermeister als Vorsitzendem. Der Oberbürgermeister ist im Gemeinderat stimmberechtigt. In Sindelfingen wird der Gemeinderat nach dem Verfahren der unechten Teilortswahl gewählt. Dabei kann sich die Zahl der Gemeinderäte durch Überhangmandate verändern. Der Gemeinderat hat nach der letzten Wahl 40 Mitglieder (vorher 42). 
Die Kommunalwahl am 9. Juni 2024 führte zu folgendem vorläufigen Endergebnis.
| Parteien und Wählergemeinschaften | Parteien und Wählergemeinschaften           | % 2024  | Sitze 2024 | % 2019  | Sitze 2019 | Kommunalwahl 2024 %3020100 26,8516,5215,6314,7611,333,378,133,41n. k. CDUGrüneFWSPDFDPLinkeAfDVielfaltFRiDiGewinne und Verlusteim Vergleich zu 2019 %p 6 4 2 0 −2 −4 −6 −8+1,03−6,10−3,69−1,33+1,77−0,79+5,89+3,41−0,2CDUGrüneFWSPDFDPLinkeAfDVielfaltFRiDi |
| CDU                               | Christlich Demokratische Union Deutschlands | 26,85   | 11         | 25,82   | 11         | Kommunalwahl 2024 %3020100 26,8516,5215,6314,7611,333,378,133,41n. k. CDUGrüneFWSPDFDPLinkeAfDVielfaltFRiDiGewinne und Verlusteim Vergleich zu 2019 %p 6 4 2 0 −2 −4 −6 −8+1,03−6,10−3,69−1,33+1,77−0,79+5,89+3,41−0,2CDUGrüneFWSPDFDPLinkeAfDVielfaltFRiDi |
| GRÜNE                             | Bündnis 90/Die Grünen                       | 16,52   | 07         | 22,62   | 10         | Kommunalwahl 2024 %3020100 26,8516,5215,6314,7611,333,378,133,41n. k. CDUGrüneFWSPDFDPLinkeAfDVielfaltFRiDiGewinne und Verlusteim Vergleich zu 2019 %p 6 4 2 0 −2 −4 −6 −8+1,03−6,10−3,69−1,33+1,77−0,79+5,89+3,41−0,2CDUGrüneFWSPDFDPLinkeAfDVielfaltFRiDi |
| FWS                               | Freie Wähler Sindelfingen                   | 15,63   | 06         | 19,32   | 08         | Kommunalwahl 2024 %3020100 26,8516,5215,6314,7611,333,378,133,41n. k. CDUGrüneFWSPDFDPLinkeAfDVielfaltFRiDiGewinne und Verlusteim Vergleich zu 2019 %p 6 4 2 0 −2 −4 −6 −8+1,03−6,10−3,69−1,33+1,77−0,79+5,89+3,41−0,2CDUGrüneFWSPDFDPLinkeAfDVielfaltFRiDi |
| SPD                               | Sozialdemokratische Partei Deutschlands     | 14,76   | 06         | 16,09   | 06         | Kommunalwahl 2024 %3020100 26,8516,5215,6314,7611,333,378,133,41n. k. CDUGrüneFWSPDFDPLinkeAfDVielfaltFRiDiGewinne und Verlusteim Vergleich zu 2019 %p 6 4 2 0 −2 −4 −6 −8+1,03−6,10−3,69−1,33+1,77−0,79+5,89+3,41−0,2CDUGrüneFWSPDFDPLinkeAfDVielfaltFRiDi |
| FDP                               | Freie Demokratische Partei                  | 011,33  | 05         | 09,56   | 04         | Kommunalwahl 2024 %3020100 26,8516,5215,6314,7611,333,378,133,41n. k. CDUGrüneFWSPDFDPLinkeAfDVielfaltFRiDiGewinne und Verlusteim Vergleich zu 2019 %p 6 4 2 0 −2 −4 −6 −8+1,03−6,10−3,69−1,33+1,77−0,79+5,89+3,41−0,2CDUGrüneFWSPDFDPLinkeAfDVielfaltFRiDi |
| Linke                             | Die Linke                                   | 03,37   | 01         | 04,16   | 02         | Kommunalwahl 2024 %3020100 26,8516,5215,6314,7611,333,378,133,41n. k. CDUGrüneFWSPDFDPLinkeAfDVielfaltFRiDiGewinne und Verlusteim Vergleich zu 2019 %p 6 4 2 0 −2 −4 −6 −8+1,03−6,10−3,69−1,33+1,77−0,79+5,89+3,41−0,2CDUGrüneFWSPDFDPLinkeAfDVielfaltFRiDi |
| AfD                               | Alternative für Deutschland                 | 08,13   | 03         | 02,24   | 01         | Kommunalwahl 2024 %3020100 26,8516,5215,6314,7611,333,378,133,41n. k. CDUGrüneFWSPDFDPLinkeAfDVielfaltFRiDiGewinne und Verlusteim Vergleich zu 2019 %p 6 4 2 0 −2 −4 −6 −8+1,03−6,10−3,69−1,33+1,77−0,79+5,89+3,41−0,2CDUGrüneFWSPDFDPLinkeAfDVielfaltFRiDi |
| Vielfalt                          | Vielfalt                                    | 03,41   | 01         | –       | –          | Kommunalwahl 2024 %3020100 26,8516,5215,6314,7611,333,378,133,41n. k. CDUGrüneFWSPDFDPLinkeAfDVielfaltFRiDiGewinne und Verlusteim Vergleich zu 2019 %p 6 4 2 0 −2 −4 −6 −8+1,03−6,10−3,69−1,33+1,77−0,79+5,89+3,41−0,2CDUGrüneFWSPDFDPLinkeAfDVielfaltFRiDi |
| FRiDi                             | Wählervereinigung FRiDi                     | –       | –          | 00,20   | 0          | Kommunalwahl 2024 %3020100 26,8516,5215,6314,7611,333,378,133,41n. k. CDUGrüneFWSPDFDPLinkeAfDVielfaltFRiDiGewinne und Verlusteim Vergleich zu 2019 %p 6 4 2 0 −2 −4 −6 −8+1,03−6,10−3,69−1,33+1,77−0,79+5,89+3,41−0,2CDUGrüneFWSPDFDPLinkeAfDVielfaltFRiDi |
| Gesamt                            | Gesamt                                      | 100     | 40         | 100     | 42         | |
| Wahlbeteiligung                   | Wahlbeteiligung                             | 54,12 % | 54,12 %    | 50,59 % | 50,59 %    | |

Am 17. Juli 2012 beschloss der Gemeinderat die Einführung eines Jugendgemeinderats in Sindelfingen. Die ersten Wahlen fanden vom 22. bis zum 30. April 2013 statt. Am 3. Mai 2013 wurde der erste Jugendgemeinderat in sein Amt eingesetzt. Aktuell umfasst der Jugendgemeinderat 26 Jugendliche im Alter von 12 bis 18 Jahren. Der zweite Jugendgemeinderat wurde am 3. November 2014 in sein Amt eingesetzt. Für die Periode 2015/16 wurde Ariane Schachtschabel zur Vorsitzenden des Jugendgemeinderats gewählt, sie folgt auf Samet Mutlu, der den Vorsitz 2014/2015 innehatte. Seit 2018 führt Alina Kroschwald den Vorsitz.

### Bürgermeister
Ein Schultheiß des Dorfes Sindelfingen wird 1255 erwähnt; 1271 wird erstmals ein Schultheiß der Stadt erwähnt, seit 1280 gab es einen Vogt, der bis 1605 in Böblingen seinen Sitz hatte, bis die Stadt vom Amt Böblingen getrennt wurde. Dann leiteten Amtmänner bzw. Oberamtmänner die Stadtverwaltung.
Seit 1819 trug das Stadtoberhaupt die Bezeichnung Stadtschultheiß und seit 1930 Bürgermeister. Mit der Erhebung zur Großen Kreisstadt am 1. Februar 1962 lautet die Amtsbezeichnung Oberbürgermeister. Dieser wird von den Wahlberechtigten auf acht Jahre direkt gewählt. Er ist Vorsitzender des Gemeinderats. Seine allgemeinen Stellvertreter sind der 1. Beigeordnete mit der Amtsbezeichnung Erster Bürgermeister und der 2. Beigeordnete mit der Amtsbezeichnung Bürgermeister.
Zwei Straßen im Bereich der Kernstadt wurden nach ehemaligen Stadtoberhäuptern benannt, die Wilhelm-Hörmann-Straße oberhalb des Klostersees und die Arthur-Gruber-Straße, vormals Jahnstraße, auf dem Weg hinauf zum (ehemals) Städtischen Krankenhaus.
Seit dem 1. August 2025 ist Markus Kleemann (CDU) Oberbürgermeister von Sindelfingen.

### Wappen
| Wappen der Stadt Sindelfingen | Blasonierung: „In Silber (Weiß) drei liegende schwarze Hirschstangen übereinander, darunter ein schwarzes Kreuz.“ |
| Wappen der Stadt Sindelfingen | Wappenbegründung: Von 1383, dem Jahr des frühesten Belegs, bis ins 19. Jahrhundert hinein zeigten die Stadtsiegel die drei württembergischen Hirschstangen allein. Zur Unterscheidung vom herrschaftlichen Stammwappen führte die Stadt diese Figuren – wie 1535 erstmals beschrieben – im silbernen (weißen) Schild. Unabhängig vom Stadtwappen ist ein – zuerst für 1562 belegtes – Marksteinzeichen der Stadt entstanden: das Kreuz, das spätestens 1827 auch in die Stadtsiegel gelangte, wo es die Hirschstangen zeitweilig ganz verdrängte oder in besonderem Schild neben diesen erschien. 1927 wurde die jetzige, auf einem städtischen Eichmaß von 1747 vorgebildete Verbindung beider Symbole endgültig eingeführt. |

Wappen der ehemals selbständigen Gemeinden und heutigen Stadtteile

Darmsheim
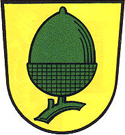
Maichingen

Darmsheim: In Blau zwei schräggekreuzte goldene Glevenstäbe.

Maichingen: In Gold eine aufrechte grüne Eichel mit grünem Stiel.

### Städtepartnerschaften
Sindelfingen unterhält mit folgenden Städten offizielle Partnerschaften:
- Schaffhausen (Schweiz), Städtefreundschaft seit 1952
- Corbeil-Essonnes (Frankreich), Städteverbindung seit 1958, Städtepartnerschaft seit 1961
- Sondrio (Italien), Städteverbindung seit 1962, Städtepartnerschaft seit 1969
- Dronfield, North East Derbyshire (Vereinigtes Königreich), Städteverbindung seit 1971, Städtepartnerschaft seit 1981
- Torgau (Deutschland), Städteverbindung seit 1987, Städtepartnerschaft seit 1988
- Győr (Ungarn), Städtefreundschaft seit 1987, Städtepartnerschaft seit 1989
- Chełm (Polen), seit 2001

Der Verein Initiative Städtepartnerschaften Sindelfingen e. V. (ISPAS) unterstützt die Verständigung durch persönliche Begegnungen mit den Bürgerinnen und Bürgern der Partnerstädte.

### Patenschaften

#### Würbenthal/Sudetenland
Sindelfingen hat seit 1955 eine Patenschaft für die Vertriebenen aus der Stadt und dem Gerichtsbezirk Würbenthal im Kreis Freudenthal im Sudetenland übernommen.

#### Deutsche aus Jugoslawien
Seit 1964 besteht eine Patenschaft der Stadt Sindelfingen über die Volksgruppe der Deutschen aus Jugoslawien.

#### Donauschwaben
Mit Unterstützung der Stadt wurde das Haus der Donauschwaben in der Goldmühlestraße gebaut und 1970 eingeweiht. In ihm haben diese Einrichtungen ihren Sitz: der Verein Haus der Donauschwaben e. V.; der Weltdachverband der Donauschwaben; die Landsmannschaft der Donauschwaben, Bundes- und Landesverband und Kreisverband Böblingen; der Kreisverband Böblingen der Banater Schwaben und der Arbeitskreis donauschwäbischer Familienforscher e. V. (AKdFF).

## Wirtschaft und Infrastruktur

### Wirtschaft

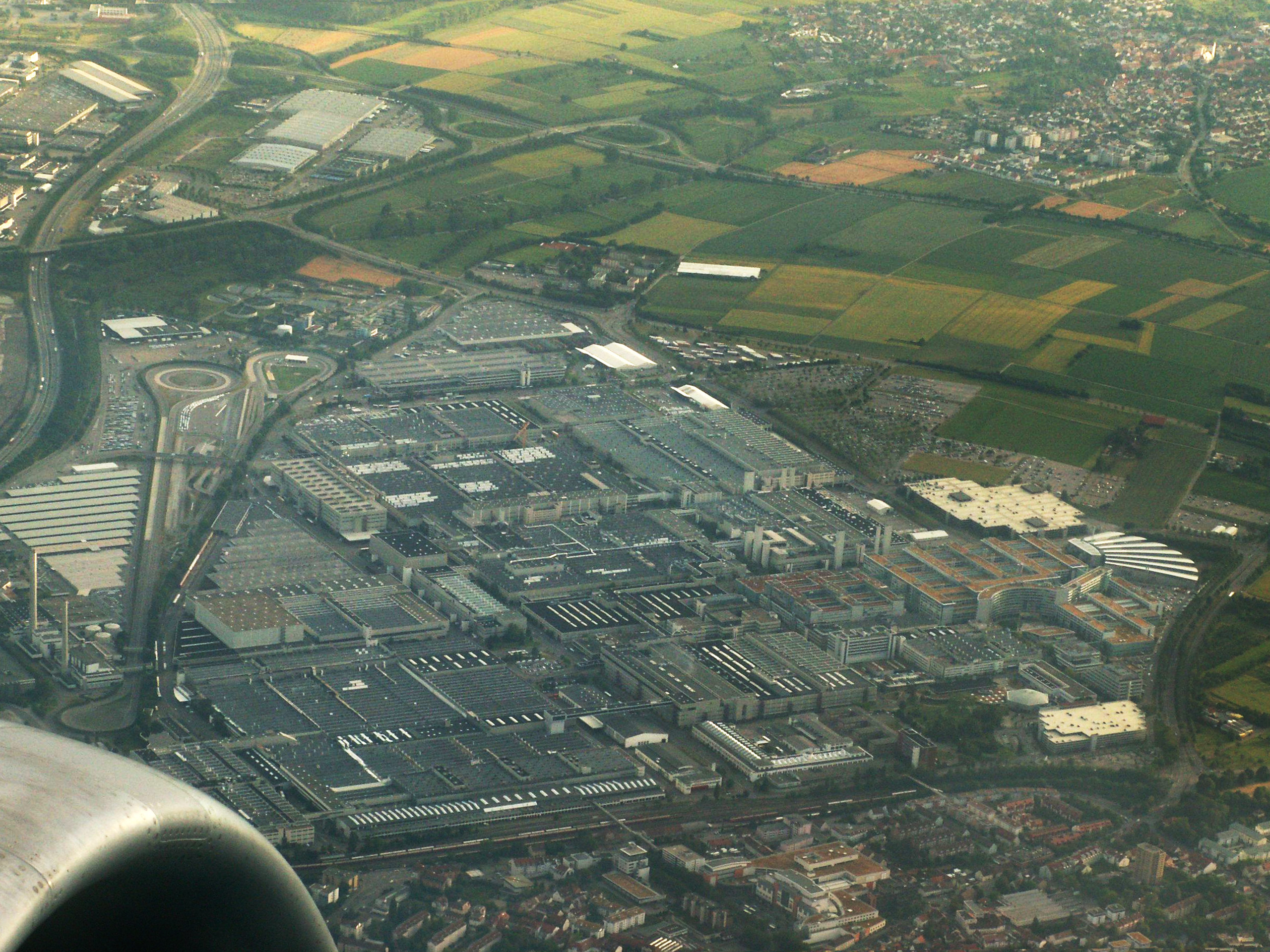
Mercedes-Benz-Werk Sindelfingen

Die Stadt ist geprägt durch die Automobilindustrie, besonders durch das Mercedes-Benz Werk Sindelfingen. Mit rund 25.000 Beschäftigten sowie weiteren rund 6000 Mitarbeitern in der ebenfalls am Standort angesiedelten Pkw-Entwicklung von Mercedes-Benz Cars gehört es zu den zehn größten Fabriken der Welt. Die Produktionskapazität liegt bei etwa 2.250 Fahrzeugen pro Tag.
Weitere mittelständische Arbeitgeber sind beispielsweise der Kälte- und Klimatechnik-Spezialist Bitzer SE, der Automobilzulieferer SCHNORR GmbH, der Kleinmorotenhersteller SOLO oder der weltweite Ingenieurdienstleister Akkodis (ehemals AKKA). Ebenfalls zu den größeren Arbeitgebern gehört die Vereinigte Volksbank eG mit knapp 25 Standorten in der Region.
In der frühen Neuzeit war das Weberhandwerk ansässig, daher gibt es auch heute noch viele Modefirmen in Sindelfingen. Eine der letzten frühen Firmen der Weberei ist Zweigart & Sawitzki.
Die Energieinfrastruktur wird durch die Stadtwerke Sindelfingen GmbH betrieben, an der die Stadt Sindelfingen mit 37,4 % beteiligt ist.
Der Kaufkraftindex für die Stadt Sindelfingen bezifferte sich im Jahr 2022 auf 104,3 (Baden-Württemberg: 104,1; Deutschland: 100).

### Verkehr

#### Fahrradverkehr
Durch eine Alltagsroute aus dem Radnetz Baden-Württemberg ist Sindelfingen mit Böblingen verbunden, letzteres mit Stuttgart und Herrenberg.
Von der Strecke Stuttgart – Böblingen – Herrenberg sind einige Abschnitte als Radschnellverbindung ausgebaut, überdies gibt es von Stuttgart kommend einen Abzweig zum östlichen Stadtrand Sindelfingens in ähnlicher Qualität. Zwischen Stuttgart und Böblingen bzw. Sindelfingen handelt sich dabei um den ersten Radschnellweg in Baden-Württemberg. Er wurde im Mai 2019 eröffnet.
Darüber hinaus existieren in Sindelfingen Ansätze der Radverkehrsentwicklung durch Ausweisung von Radspuren neben der Fahrbahn.
Sindelfingen ist Mitglied der AGFK (Arbeitsgemeinschaft Fahrrad- und Fußverkehrsfreundlicher Kommunen) in Baden-Württemberg.

#### Straßenverkehr
Sindelfingen ist an die Bundesautobahn 81 (Würzburg–Gottmadingen) über die Anschlussstellen Sindelfingen-Ost, Böblingen/Sindelfingen und Böblingen-Hulb angeschlossen. Das Autobahnkreuz Stuttgart von A 8 und A 81 liegt im nordöstlichen Stadtgebiet an der Grenze zur Stadt Stuttgart; auf Sindelfinger Gemarkung liegen auch die Raststätte Sindelfinger Wald und der Parkplatz Sommerhofen an der A 8. Die A 81 markiert teilweise die Grenze zwischen Sindelfingen und Böblingen; zu beiden Seiten liegen Wohngebiete in direkter Nähe.
Die Bundesstraße 464 (Renningen–Reutlingen) verläuft durch das westliche Stadtgebiet und bietet indirekten Zugang zur A 8 in Leonberg-West. Die ehemalige B 14 wurde zur Kreisstraße herabgestuft und führt durch Böblingen an Sindelfingen vorbei.

#### Bahn- und Busverkehr
Sindelfingen hat einen Bahnhof an der Rankbachbahn, der Ortsteil Maichingen hat an dieser die beiden Haltepunkte Maichingen und Maichingen Nord. Alle drei Stationen werden seit dem 14. Juni 2010 von der Linie S60 der S-Bahn Stuttgart bedient. Hierfür wurde die Strecke von Sindelfingen bis Renningen zweigleisig ausgebaut. Auf der Rankbachbahn fahren zudem Güterzüge, die das Stuttgarter Stadtgebiet umgehen, sowie diejenigen von und zum Daimlerwerk. Bereits auf Böblinger Gemarkung liegt der nach dem Sindelfinger Wohngebiet benannte Haltepunkt Goldberg (Württ) an der Bahnstrecke Stuttgart–Horb, der von der Linie S1 bedient wird.
Sindelfingen hat einen Zentralen Omnibusbahnhof in der Mercedesstraße in der Nähe des Bahnhofs. Die Buslinien des Stadtverkehrs Böblingen-Sindelfingen und die S-Bahn sind in den Verkehrs- und Tarifverbund Stuttgart (VVS) integriert. Verschiedene regionale Anbieter außerhalb Sindelfingens bedienen Buslinien direkt zum Daimlerwerk.

#### Anbindung an Flughafen Stuttgart
Der nahegelegene Flughafen Stuttgart ist über die Autobahn sowie mit der S-Bahn erreichbar. Der Umstieg zum Flughafen erfolgt am Bahnhof Rohr.

### Öffentliche Einrichtungen
Sindelfingen hat eine Außenstelle des Landratsamts Böblingen (Amt für Schule und Bildung und Schulpsychologische Beratungsstelle). Das Amt für Schule und Bildung ist seit dem 1. November 2006 im Landratsamt in Böblingen eingegliedert. Damit ist die durch die Verwaltungsreform des Landes Baden-Württemberg festgelegte Zuordnung zum Landkreis auch räumlich abgeschlossen.
Die Stadt Sindelfingen baute – ausgelöst durch eine Spende – ein Städtisches Krankenhaus, der alte Standort war beim heutigen Rathaus (dem Dritten Rathaus). Nach dem Krieg wurde dieser Tradition treu geblieben; das neue Krankenhaus auf der Steige war jedoch im Wald über der Stadt. Heute gehören die Kliniken Sindelfingen zum Klinikverbund Südwest.

### Medien
In Sindelfingen erscheint als Tageszeitung die Sindelfinger Zeitung.
Außerdem erscheint in Sindelfingen das Wochenblatt Böblingen.
Auf dem Wasserturm Steige befindet sich ein UKW-Sender, der das Programm von Energy (Böblingen, Calw, Freudenstadt) ausstrahlt.
Bis 2006 gab es auf dem Kamin des Daimler-Heizkraftwerkes einen Analogfernsehsender von Regio TV Böblingen.

### Bildungseinrichtungen
In Sindelfingen gibt es ein Staatliches Seminar für Didaktik und Lehrerbildung (seit 2016 Grundschulseminar).
Ferner gibt es fünf Gymnasien (Goldberg-, Pfarrwiesen- und Stiftsgymnasium, Gymnasium Unterrieden und das Technische Gymnasium innerhalb der Gottlieb-Daimler-Schulen), drei Realschulen (Realschule am Goldberg, Klostergarten und Hinterweil), eine Förderschule (Martinsschule), drei Gemeinschaftsschulen (Eichholzschule, Goldberg und Johannes-Widmann-Schule Maichingen) und sechs selbstständige Grundschulen (Darmsheim, Gartenstraße, Hinterweil, Klostergarten, Königsknoll und Sommerhofen).
Der Landkreis Böblingen ist Schulträger der beiden beruflichen Schulen unter dem Namen Gottlieb-Daimler-Schulen im Technischen Schulzentrum (Gottlieb-Daimler-Schule I und Gottlieb-Daimler-Schule II) sowie der Bodelschwinghschule für Geistigbehinderte mit Bodelschwingh-Schulkindergarten für Geistigbehinderte, der Schule für Körperbehinderte mit Schulkindergarten und der Schule für Sprachbehinderte und Kranke in längerer Krankenhausbehandlung mit Schulkindergarten für Sprachbehinderte.
In Sindelfingen gibt es drei Schulen in privater Trägerschaft. Das sind die Abendrealschule Böblingen-Sindelfingen e. V., die Internationale Schule und die Kolping-Realschule, die aus den umgewandelten Carl-Friedrich-von-Weizsäcker-Schulen entstand.

## Kultur und Sehenswürdigkeiten

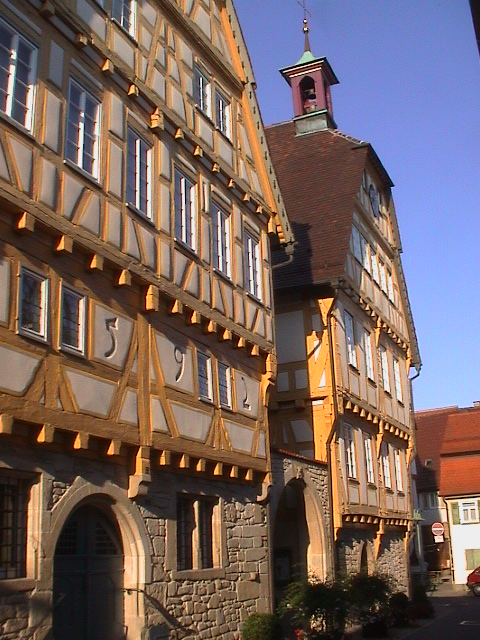
Altes Rathaus, heute Stadtmuseum

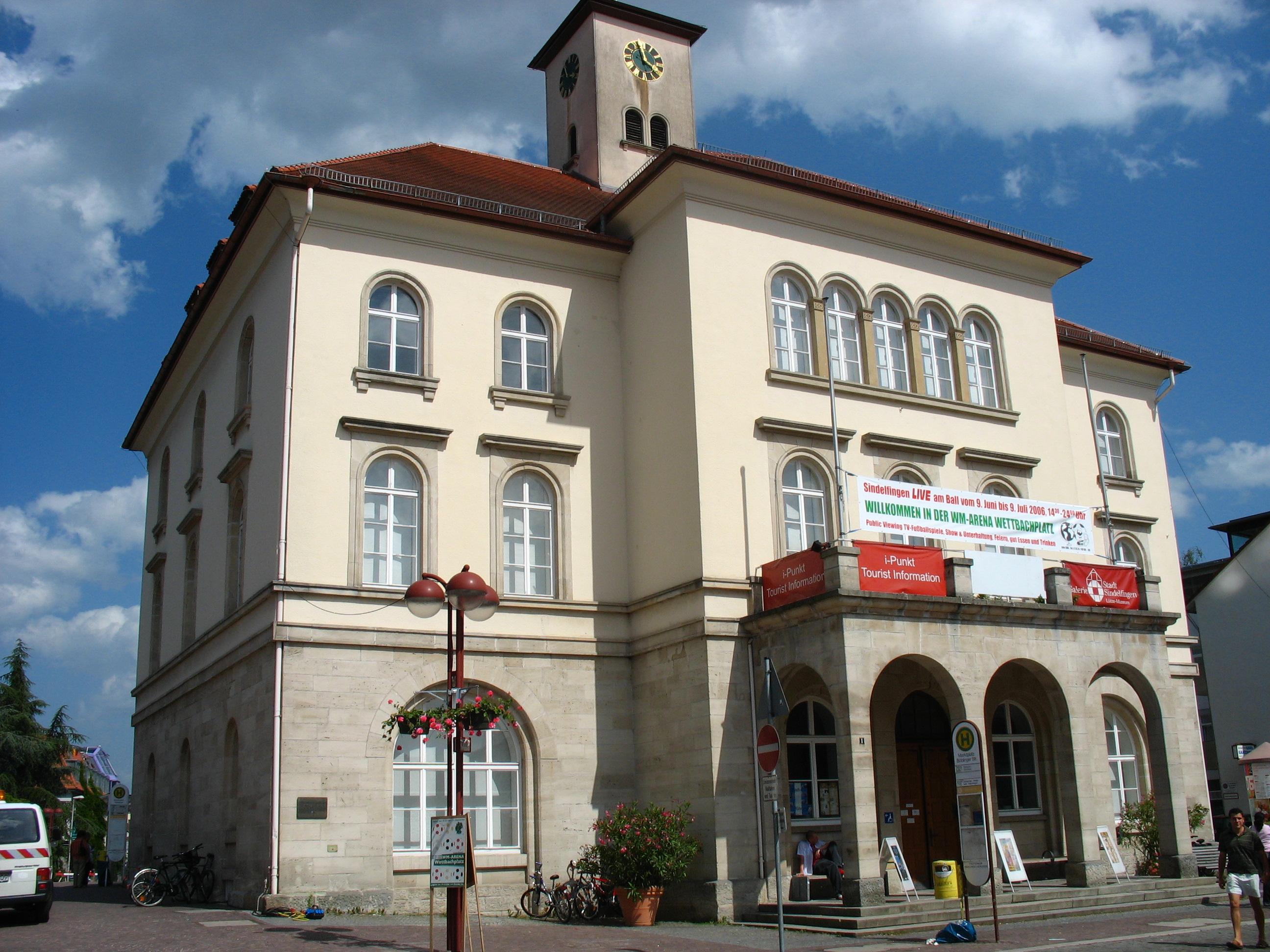
Mittleres Rathaus am Marktplatz, heute Galerie der Stadt Sindelfingen (Lütze-Museum)

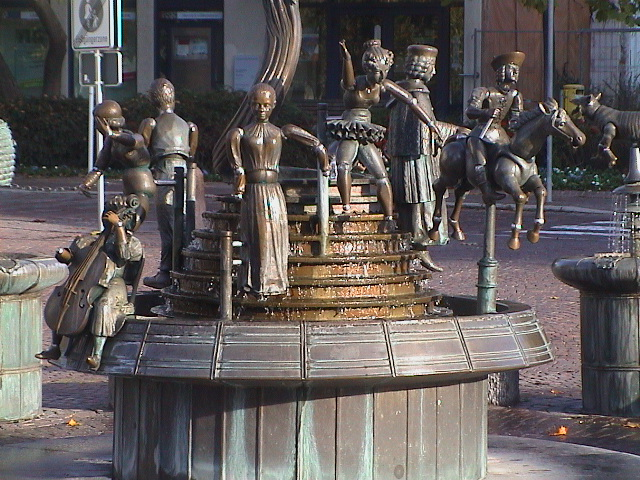
Freundschaftsbrunnen von Bonifatius Stirnberg auf dem Marktplatz

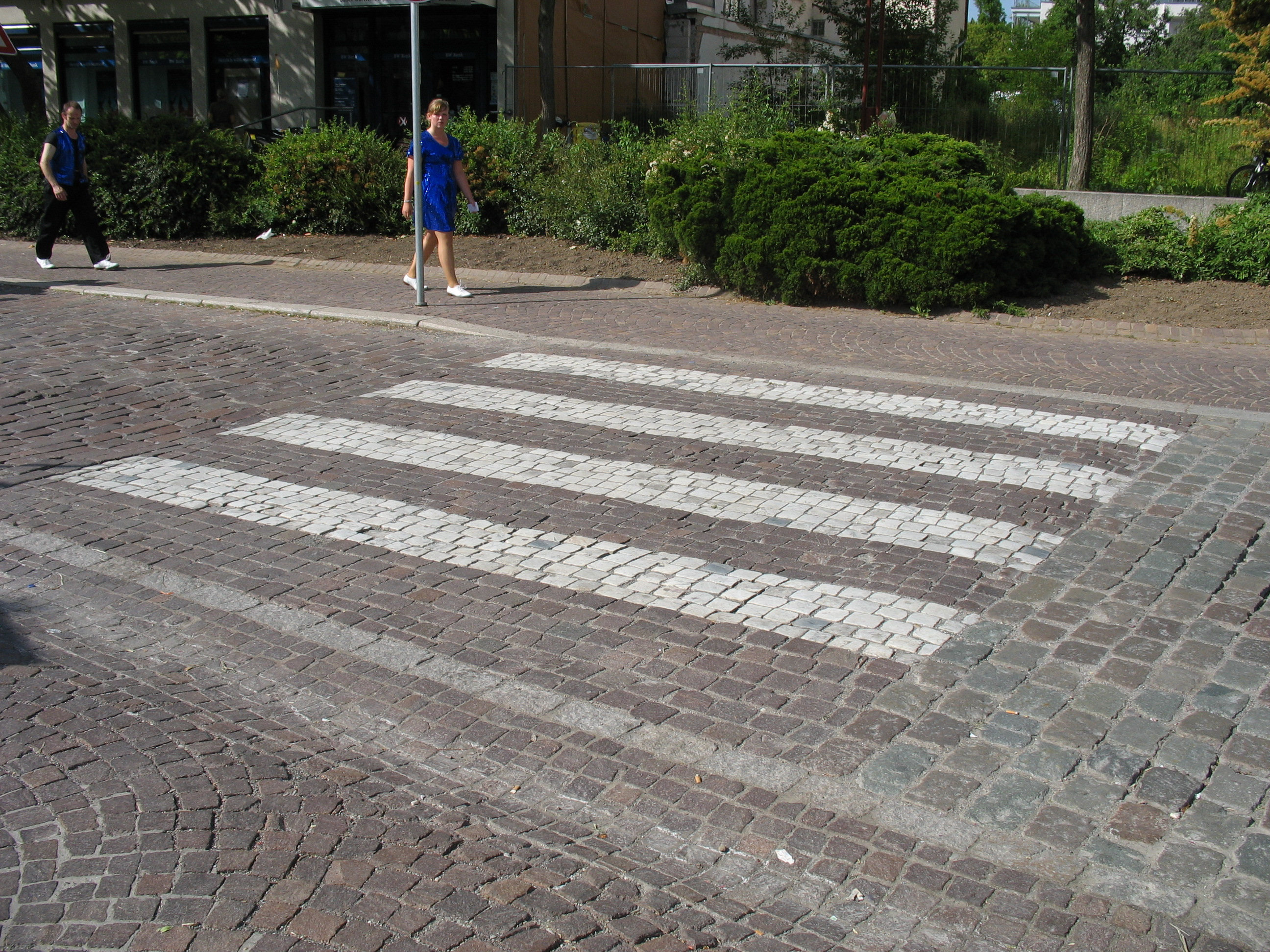
Einer der berühmten Zebrastreifen aus Marmor an der Ziegelstraße

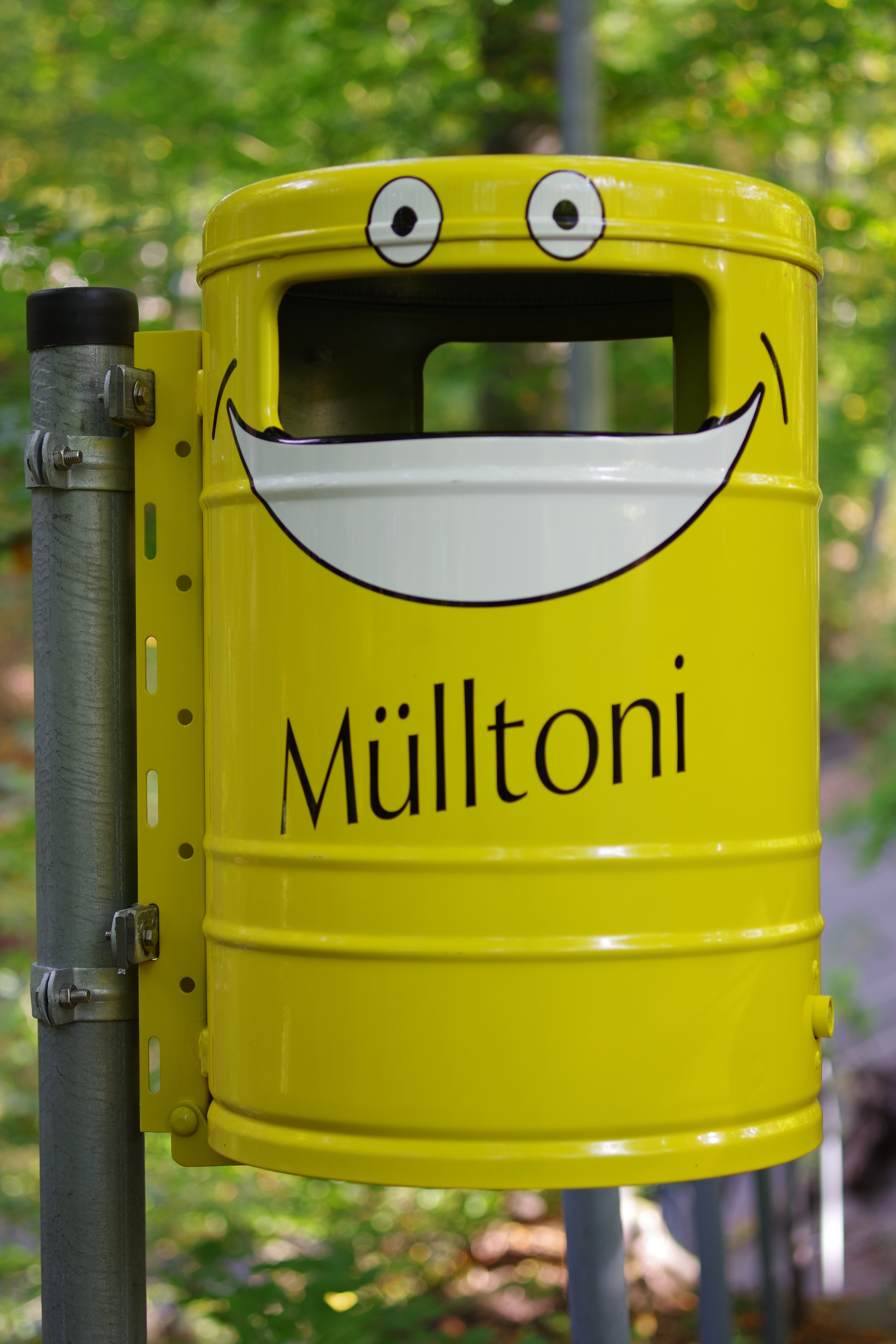
Bild einer städtischen Mülltonne in der Nähe des Krankenhauses in Sindelfingen

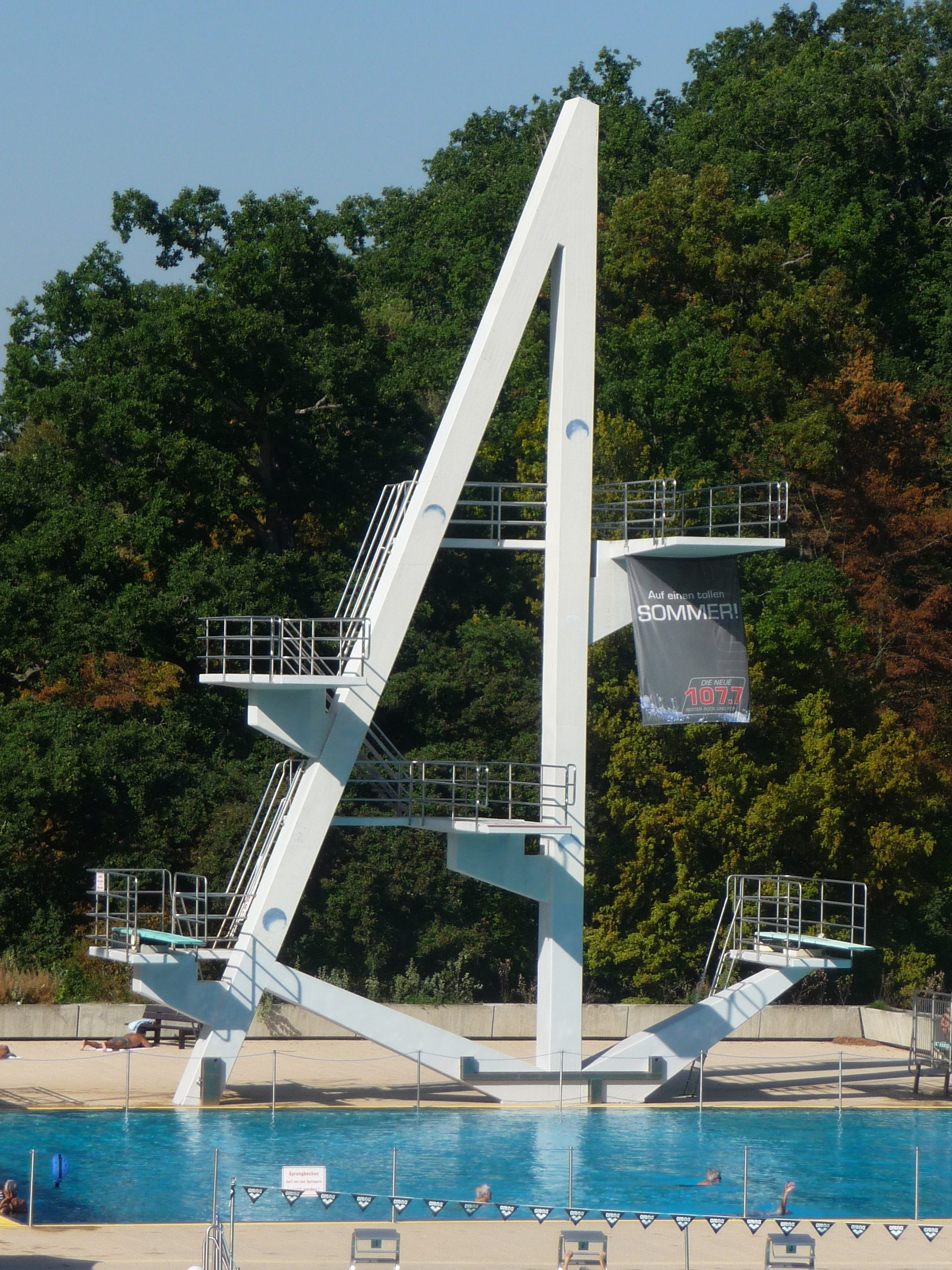
Der 1964 erbaute Sprungturm im Sindelfinger Badezentrum. Der 17 Meter hohe Sprungturm verfügt über alle standardisierten Bretthöhen

### Bauwerke und Kulturdenkmale
Das Alte Rathaus (heute das Stadtmuseum, der Eintritt ist frei) und die Martinskirche (geweiht 1083) sind die Wahrzeichen der Stadt. Weitere Sehenswürdigkeiten:
- Das neue Rathaus zwischen Wolboldstraße, Gerhardtstraße und Rathausplatz wurde im Januar 2014 als Beispiel für den Verwaltungsbau der 1960er und 1970er Jahre in die Liste der Kulturdenkmale in Baden-Württemberg aufgenommen.[46]
- Das mittlere Rathaus am Marktplatz, heute Galerie der Stadt Sindelfingen (Lütze-Museum), der Eintritt ist frei
- Kurze Gasse und weitere Gassen der Altstadt mit Fachwerkhäusern in einer breiten Auswahl an Stilrichtungen und Bautypen
  - eines der größeren Häuser wird „Storchenhaus“ genannt
  - zum „Chorherrenhaus“ siehe Stift Sindelfingen
- Alter Friedhof (hinter der Stadtbibliothek) mit Friedhofskapelle
- Sporthalle Glaspalast, entworfen von Günter Behnisch, eröffnet 1977
- Hallenbad und Badezentrum (seit 1985 Landes-Leistungszentrum des Württembergischen Schwimmverbands)
- Sprungturm mit 10-Meter-Brett im Freibad
- Vogelschutzinformationszentrum (VIZ) am Freibad (Eintritt frei)
- Wasserturm Steige (Nähe Krankenhaus)
- Goldbergturm
- Wasserturm Eichholz
- Alte Realschule von 1790 (jetzt Bürgerzentrum Ernst-Schäfer-Haus) am Corbeil-Essonnes-Platz
- Kaufhaus-Projekt „DOMO“ im Stadtzentrum (zzt. weitgehend leerstehend)[47]
- Zweigart-Brücke, benannt nach dem Unternehmer Paul Zweigart, dem Gründer des Textilunternehmens Zweigart & Sawitzki
- Würbenthaler Heimatstube (Eintritt frei)
- Heizkraftwerk Daimler AG mit zwei Stahlbetonkaminen. Der höhere der beiden Kamine ist 120 Meter hoch. Er trug bis 2006 auf seiner Spitze die Sendeantennen zur terrestrischen Verbreitung des Fernsehprogramms Regio TV, mit der seine Höhe 123 Meter betrug. Der andere Kamin ist 100 Meter hoch.
- IBM-Hochhaus an der Leonberger Straße

Sowie

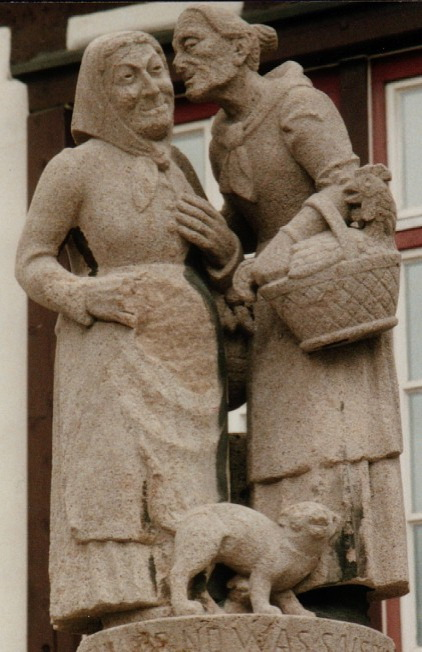
Schwätzweiberbrunnen

- Freundschaftsbrunnen auf dem Marktplatz, gestaltet von Bonifatius Stirnberg. Um einen zentralen Brunnen mit dem Sagenpferd Pegasus sind sechs kleine Brunnen angeordnet, die für die vier Partnerstädte und zwei Patenschaften Sindelfingens stehen. Die Figuren sind drehbar.
- Schwätzweiberbrunnen auf dem Corbeil-Essonnes-Platz 10 von Josef Zeitler mit dem Standbild der „Schwätzweiber“, Ausführung durch R. F. Schäfer
- Friedhöfe (Liste der Friedhöfe in Sindelfingen)
- Klostersee
- Ehemalige Landesgartenschau (mit der Kleinbahn Sommerhofen-Park)
- Anti-Gewalt-Mahnmal vor dem Gemeindezentrum Hinterweil
- Berühmte Zebrastreifen: An der Ziegelstraße wurden in den 1970er-Jahren, zu Zeiten hoher Gewerbesteuereinnahmen, Zebrastreifen aus Carrara-Marmor eingebaut, allerdings keine großformatigen Platten, sondern kleine Quader minderer Qualität (taubes Gestein)
- Fernsehumsetzer Darmsheim (seit der DVB-T-Umstellung des Stuttgarter Fernmeldeturm außer Betrieb)

### Museen
Das 1970 eingerichtete Donauschwäbische Museum im Haus der Donauschwaben zeigt eine Sammlung donauschwäbischen Kulturgutes. Angeschlossen ist eine Spezialbibliothek für donauschwäbisches Schrifttum.
Die Galerie Stadt Sindelfingen wurde 1990 gegründet und zeigt Positionen aktueller und moderner Kunst. Sie beherbergt neben der Sammlung Lütze auch die städtische Sammlung. Seither wurden rund 180 Gruppen- und Einzelausstellung mit mehr als 500 nationalen und internationalen Künstlerinnen und Künstlern sowie mit Kunstwerken aus dem eigenen Sammlungsbestand gezeigt.
Über die Stadtgeschichte informiert das Stadtmuseum im Alten Rathaus von 1478 mit angrenzendem Salzhaus von 1592. Im Salzhaus ist auch die Würbenthaler Heimatstube untergebracht.
In der Alten Webschule befindet sich das Haus der Handweberei mit Webereimuseum.
Das Museum Schauwerk Sindelfingen wurde 2010 eröffnet. Es zeigt deutsche und internationale Kunst der 1960er bis in die Gegenwart.

### Freizeiteinrichtungen
- Badezentrum Sindelfingen (1964 eröffnetes Freibad und 1976 eröffnetes Hallenbad)
- Gartenhallenbad Sindelfingen-Maichingen (1977 eröffnet) und Hallenbad Klostersee (1956 eröffnet)
- Die Kleinbahn Sommerhofen-Park (Fahrbetrieb sonntags, von April bis September)
- Der Glaspalast ist eine Sporthalle mit 200-Meter-Tartan-Laufbahn (vier Rundbahnen), zwei Judohallen, Kegelbahn (acht Bahnen), Trainings- und Gymnastikräumen.
- Das Floschenstadion ist ein Leichtathletikstadion. Wenn keine Veranstaltungen stattfinden, ist es öffentlich zugänglich. 2008 wurde ein Abriss des Stadions beschlossen.[49] 2016 wurde der Abrissbeschluss widerrufen und stattdessen eine Sanierung des Stadions mit Neubau des Funktionsgebäudes beschlossen.[50]

### Regelmäßige Veranstaltungen
- Das Internationale Straßenfest am dritten Juniwochenende ist eines der größten Straßenfeste Europas. Drei Tage am Stück werden mit Tanz, Folklore und Hunderten von Ständen (meist Kulturvereine und Verbände) die verschiedenen Kulturen der Stadt und natürlich besonders beliebt, die Delikatessen der jeweiligen Heimat präsentiert und gefeiert.
- Die Internationale Briefmarkenbörse findet am letzten Oktoberwochenende in der Messehalle statt.
- Sindelfingen ist eine der wenigen Städte, welche ihr traditionelles Volksfest für längere Jahre aufgegeben hatten. Das alljährlich im Sommer stattfindende Volksfest mit Straßenumzug, der „Kuchenritt“, fand 1987 zum letzten Mal statt. Der „Festplatz“ (Hauptnutzung: Parkplatz) war zum Teil des Geländes der Landesgartenschau geworden, und es wurde kein geeignetes anderes Veranstaltungsareal gefunden. Zum Stadtjubiläum 2013 wurde die Tradition des Kuchenritts erneuert und in die Biennale integriert.[51] Seitdem fand diese alle zwei Jahre statt.[52]
- Sport in der Halle:
  - Am Jahresanfang fand bis 2003 im Glaspalast jährlich ein internationales Hallen-Leichtathletikmeeting statt. Dort stellte Colin Jackson 1994 in 7,3 s den immer noch aktuellen Weltrekord über 60 m Hürden der Männer auf.
  - Weiterhin in den Wochen um dem Jahreswechsel herum findet im Glaspalast die Sindelfinger Hallenfußball-Gala statt, in deren Rahmen der Mercedes-Benz Junior Cup einen Platz gefunden hat. Der Junior-Cup ist ein weltbekanntes U19-Turnier, zu dem jährlich die A-Jugend-Teams europäischer Großvereine wie des FC Schalke 04, des AS Monaco und Dinamo Zagrebs sowie sogar Jugendnationalmannschaften wie die von Südafrika anreisen.
  - Im Glaspalast finden regelmäßig nationale, aber auch internationale Darts-Turniere statt, unter anderem auch die European Darts Trophy.[53][54]

### Musik
Die Punk-Rock-Band WIZO stammt aus Sindelfingen.
2010 haben sich außerdem Heisskalt in Sindelfingen aus On Top of the Avalanche und der ebenfalls Sindelfinger Band Big Spin gegründet.

### Brauereiwesen
1823 gründete Max Bernauer, der damalige Wirt des Gasthauses Lamm, für die Bewirtung der eigenen Gäste die Brauerei Lamm Bräu. Bereits ein Jahr später wurde die Brauerei an Johann Jakob Schlanderer verkauft. 2005 wurde die Bierherstellung aufgegeben.
Das ehemalige Brauereigelände zwischen Lange Anwanden, Eyachstraße und Mahdentalstraße wurde mittlerweile mit Wohnhäusern bebaut.

### Vereine
- Der Flugsportverein Sindelfingen bietet in den Abteilungen Motor-, Segel- und Modellflug ein breites Spektrum von der Anfängerausbildung bis hin zum Hochleistungssport.
- VfL Sindelfingen; dessen Frauenfußballmannschaft spielte während der Saisons 2005/06, 2012/13 und 2013/14 in der Frauen-Bundesliga des deutschen Fußball-Bundes.
- Der Tages- und Pflegeelternverein e. V. ist ein Zusammenschluss von Tagesmüttern, Kinderfrauen und Eltern der Tageskinder, Vollzeit- und Bereitschaftspflegeeltern, Adoptiveltern.
- BC Sindelfingen; spielt derzeit in der Poolbillard-Regionalliga und wurde in der Saison 2008/09 Deutscher Meister.
- Der MSC Sindelfingen Karnevalsgesellschaft Rot-Weiss nimmt mit Musikzug, Stadtbullen und Schwätzweibern am Faschingstreiben teil. Eigene Veranstaltungen übers Jahr: Auftaktsitzung im November, Tanz in den Mai und Teilnahme am internationalen Straßenfest.
- Die Herren-, Junioren-, Jugend- und Schülerspieler des Baseballvereins „Sindelfinger Squirrels“ kümmern sich um den Baseballruf der Stadt.
- Der Pfadfinderstamm Inka für Mädchen und Jungen, die gern draußen sind und mit Freunden Abenteuer erleben möchten.[56]

## Rundfunkberichte
- Anita Bindner: Sindelfingen – Der Film – Die Geschichte – zum 750-jährigen Bestehen, ARD 2013, (Mediathek)